# 25. Januar
Der 25. Januar (in Österreich und Süddeutschland auch 25. Jänner) ist der 25. Tag des gregorianischen Kalenders, somit bleiben 340 Tage (in Schaltjahren 341 Tage) bis zum Jahresende.

## Ereignisse

### Politik und Weltgeschehen
- 0750: Die Abbasiden unter Abu l-Abbas as-Saffah schlagen die Umayyaden unter Marwan II. in der seit 16. Januar tobenden Schlacht am Zab, einem Fluss im heutigen Irak, entscheidend und führen damit einen Wechsel in der Dynastie der Kalifen herbei.

1077: Heinrich bittet Mathilde und Hugo von Cluny um Vermittlung

- 1077: Der römisch-deutsche König Heinrich IV. trifft während des Investiturstreits auf seinem Gang nach Canossa auf der Burg Canossa der Mathilde von Canossa ein, um von Papst Gregor VII. die Aufhebung des Kirchenbanns zu erbitten.
- 1153: Ein Heer des Königreichs Jerusalem unter Führung von König Balduin III., das um Ritter der Johanniter und Templer verstärkt ist, beginnt mit der Belagerung von Askalon.
- 1204: In Byzanz tritt eine Senatoren- und Priesterversammlung zusammen, die drei Tage später Nikolaos Kanabos gegen dessen Willen zum – kurzzeitigen – Kaiser des Byzantinischen Reiches wählt.
- 1442: Ludwig I. und sein Bruder Ulrich V. schließen den Nürtinger Vertrag zur Teilung des Landes Württemberg in eine Stuttgarter Linie und eine Uracher Linie. Die Teilung dauert bis 1482.

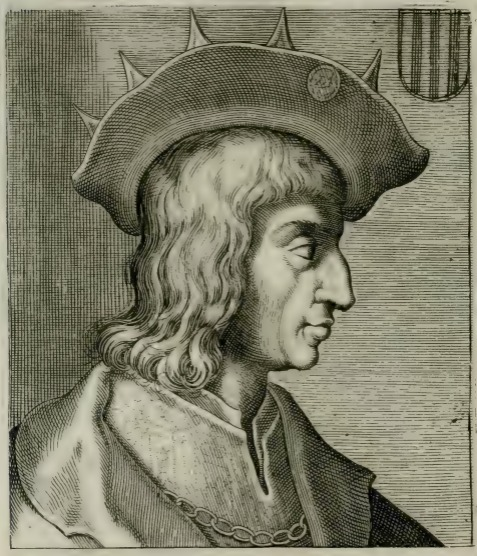
1494: Alfons II. von Neapel

- 1494: Nach dem Tod seines Vaters König Ferdinand I. besteigt Alfons II. aus dem Hause Aragon den Thron von Neapel.
- 1515: In der Kathedrale von Reims wird der französische König Franz I. gesalbt und gekrönt.
- 1533: Der englische König Heinrich VIII. heiratet Anne Boleyn als zweite Frau, obwohl der Papst einer Auflösung der Ehe mit Katharina von Aragon nicht zugestimmt hat.
- 1554: Am Festtag Pauli Bekehrung gründet der Jesuitenpater José de Anchieta den Ort São Paulo, um ein Jesuitenkloster in Brasilien zu bauen.
- 1576: Die Stadt Luanda im späteren Angola wird von portugiesischen Siedlern gegründet.
- 1782: Während des Amerikanischen Unabhängigkeitskrieges beginnt vor der Karibikinsel St. Kitts die zweitägige Seeschlacht von St. Kitts zwischen einer britischen Flotte unter Samuel Hood, 1. Viscount Hood und einer französischen Flotte unter François Joseph Paul de Grasse.
- 1890: Der Deutsche Reichstag lehnt mit 167 zu 98 Stimmen eine Regierungsvorlage Otto von Bismarcks zur Verlängerung des Sozialistengesetzes auf unbestimmte Zeit ab.
- 1907: Bei der sogenannten „Hottentottenwahl“ zum 12. Deutschen Reichstag verliert die SPD durch Wahlkreisabsprachen der anderen Parteien fast die Hälfte ihrer Mandate. Obwohl sie nach Stimmen immer noch die stärkste Partei bleibt, ist ihr Aufwärtstrend damit vorläufig gestoppt und der Bülow-Block von Reichskanzler Bernhard von Bülow erhält die Mandatsmehrheit.

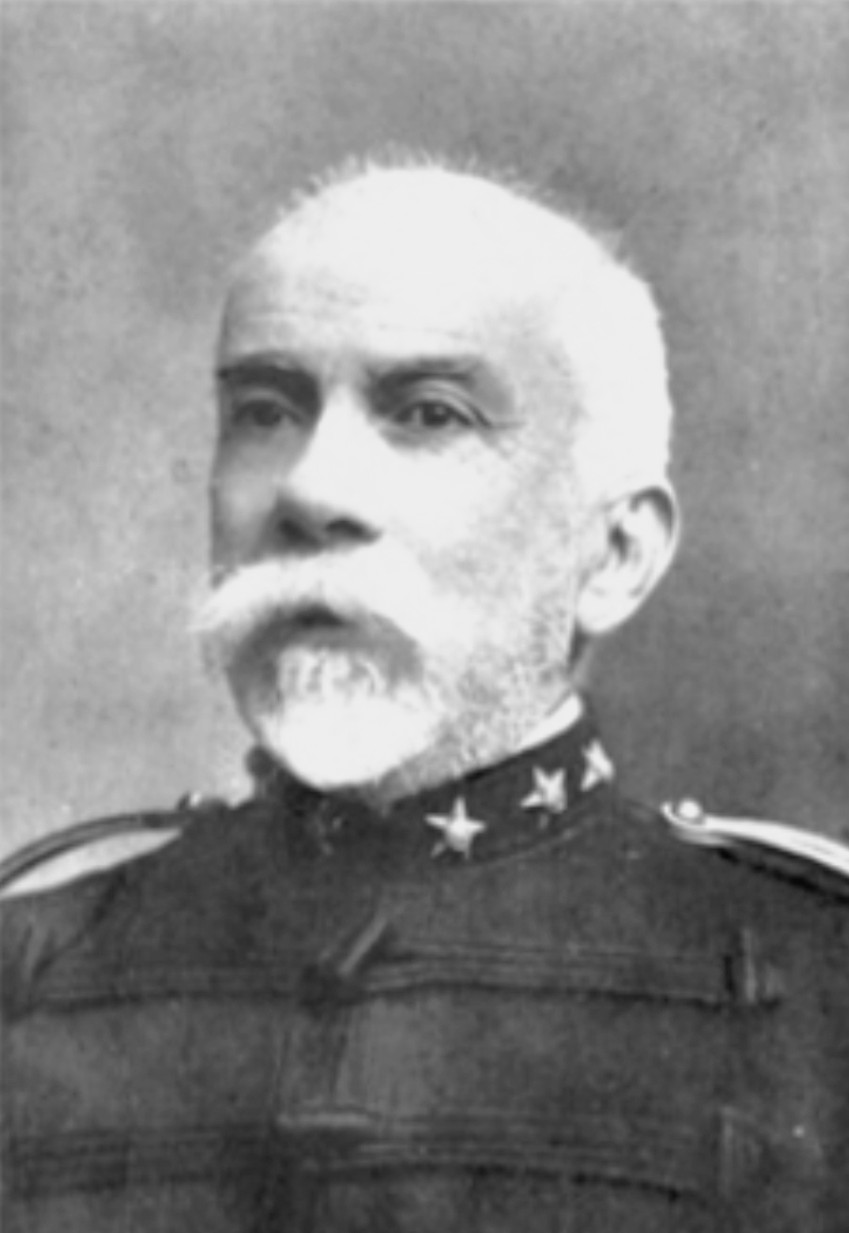
1915: Joaquim Pimenta de Castro

- 1915: Bei einem Putsch konservativer Offiziere in Portugal wird die Regierung Victor Hugo de Azevedo Coutinho gestürzt und das Parlament aufgelöst. Die „Diktatur der Schwerter“ unter General Joaquim Pimenta de Castro dauert bis zum 14. Mai.

1921: Das Burgenland in Österreich

- 1921: Das Bundesverfassungsgesetz über die Stellung des Burgenlandes als selbständiges und gleichberechtigtes Land im Bund und über seine vorläufige Einrichtung, mit dem das Burgenland in die Republik Österreich eingegliedert wird, wird beschlossen.
- 1942: Die eidgenössische Volksinitiative «für die Wahl des Bundesrates durch das Volk und die Erhöhung der Mitgliederzahl», die die Vergrößerung des Bundesrates und dessen Wahl durch das Volk verlangt, wird vom Volk abgelehnt.
- 1950: Der US-Regierungsbeamte Alger Hiss, der der Spionage für die Sowjetunion verdächtig ist, wegen Verjährung aber nicht angeklagt werden kann, wird auf Grund der Aussagen von Whittaker Chambers und Richard Nixon vom Komitee für unamerikanische Umtriebe wegen Meineids zu fünf Jahren Haft verurteilt.
- 1955: Die UdSSR beendet den Kriegszustand mit Deutschland mit dem Erlass des Präsidiums des Obersten Sowjets der UdSSR.
- 1971: Während Präsident Milton Obote nicht im Land ist, übernimmt Armeechef Idi Amin mit einem unblutigen Putsch die Macht in Uganda.
- 1971: In Indien entsteht der nördliche Bundesstaat Himachal Pradesh aus einem zuvor bestehenden Unionsterritorium.
- 1980: Abolhassan Banisadr wird zum ersten Präsidenten des Iran nach der Islamischen Revolution gewählt. Der gemäßigte Politiker kann sich jedoch nur bis zum Juli 1981 an der Macht halten.

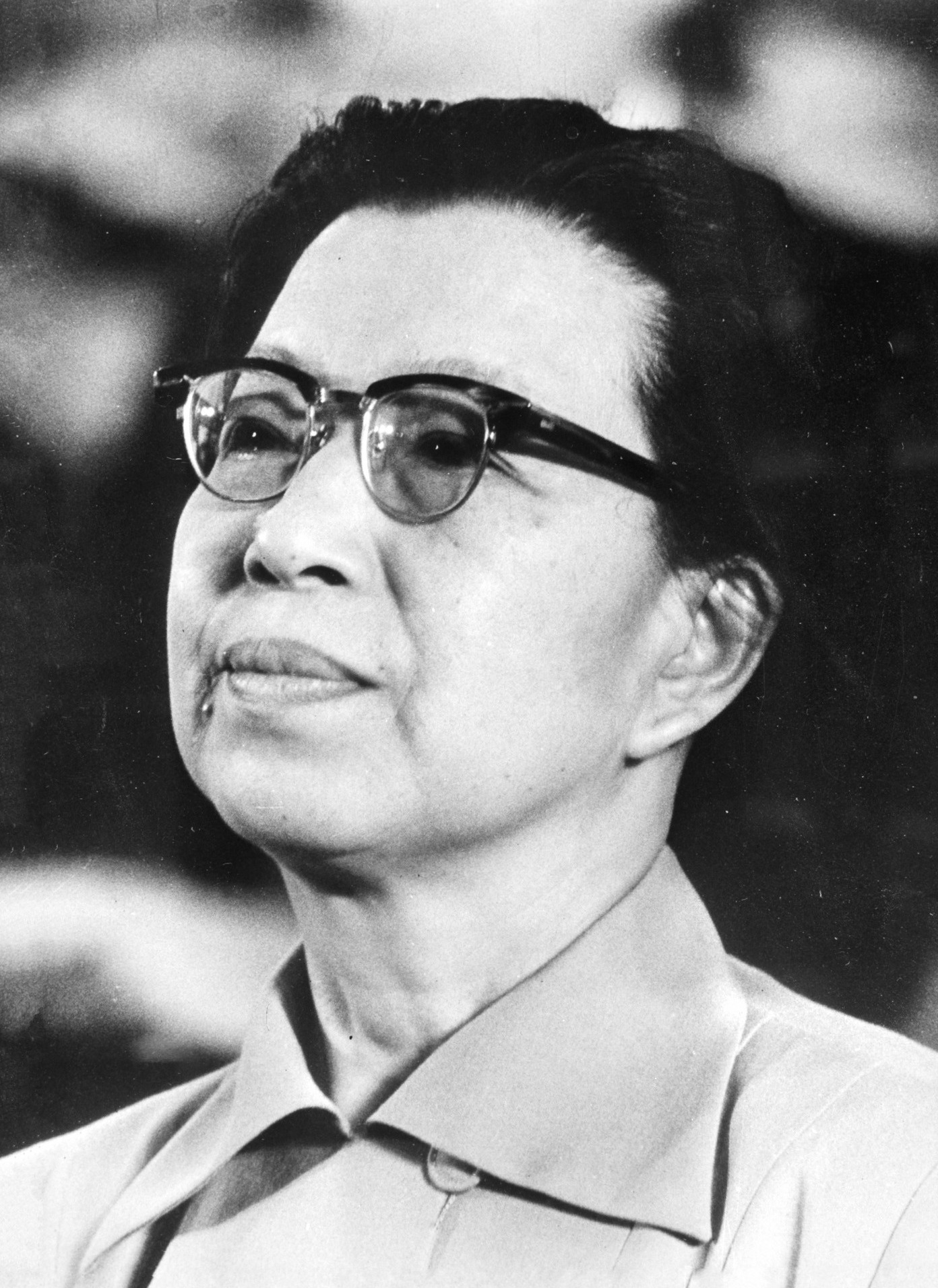
1981: Jiang Qing

- 1981: In China werden die Urteile im Prozess gegen die sogenannte Viererbande gesprochen: Maos Witwe Jiang Qing und Zhang Chunqiao werden zum Tod verurteilt, Yao Wenyuan und Wang Hongwen zu je 20 Jahren Freiheitsstrafe. Die Todesurteile werden später in lebenslange Haft umgewandelt.
- 1982: Robert Havemann und Pfarrer Rainer Eppelmann veröffentlichen in der DDR den Berliner Appell – Frieden schaffen ohne Waffen, mit dem sie eine gesamtdeutsche Friedensbewegung fordern und zur Abrüstung in Ost und West auffordern.
- 1985: Der Deutsche Bundestag spricht den Urteilen des Volksgerichtshofes zur Zeit des Dritten Reichs jegliche Rechtswirkung in der Bundesrepublik Deutschland ab.
- 1987: Bei der Bundestagswahl in Deutschland gewinnen die FDP und Die Grünen Stimmen und Mandate, während vor allem die CDU unter Bundeskanzler Helmut Kohl massive Verluste erleidet. Die Regierungskoalition aus CDU/CSU und FDP hat jedoch weiterhin die Mehrheit im Deutschen Bundestag.

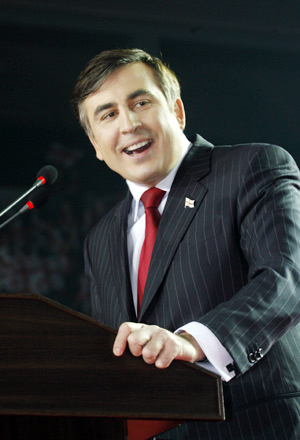
2004: Micheil Saakaschwili

- 1995: Russlands Präsident sieht im Zuge des Norwegischen Raketenzwischenfalls kurzfristig davon ab, anvisierte Ziele im NATO-Gebiet mit dem Atomwaffenarsenal seines Landes zu vernichten.
- 2004: Nach seinem überwältigenden Wahlsieg am 4. Januar wird Micheil Saakaschwili als Staatspräsident von Georgien vereidigt. Seine Amtseinführung stellt einen Triumph der Rosenrevolution gegen Eduard Schewardnadse dar.
- 2006: Die radikale Terroreinheit Hamas, die das Existenzrecht Israels in Frage stellt, gewinnt mit großer Mehrheit die Wahl zum Legislativrat in den Palästinensischen Autonomiegebieten und löst die bis dahin regierende Fatah ab.
- 2011: In Ägypten beginnen im Arabischen Frühling Massenproteste gegen Präsident Husni Mubarak.

### Wirtschaft
- 1774: Der Friseur David Low eröffnet im Covent Garden in London das erste Grand Hotel der Welt.
- 1904: Im Auftrag des Fabrikanten John B. Timberlake wird beim United States Patent Office ein Patent auf den erfundenen Kleiderbügel aus Draht beantragt.

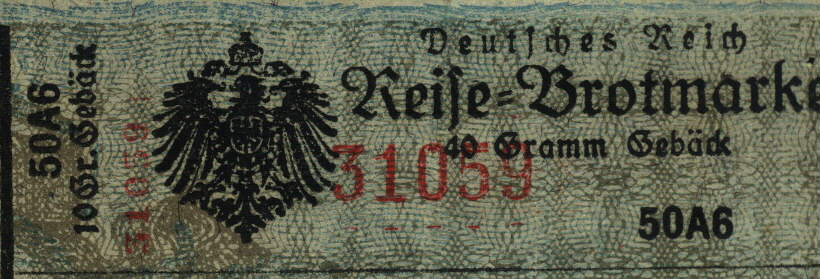
1915: Brotkarte

- 1915: Im Ersten Weltkrieg wird in Deutschland die Versorgung mit Brot rationiert. Die Brotkarte ist die erste von weiteren, folgenden Lebensmittelmarken.
- 1949: Die Sowjetunion, Bulgarien, Polen, Rumänien, Tschechoslowakei und Ungarn gründen die Wirtschaftsgemeinschaft Rat für gegenseitige Wirtschaftshilfe (RGW), im Westen als COMECON (Council for Mutual Economic Assistance) bezeichnet, als sozialistisches Gegengewicht zu Marshallplan und OEEC.
- 2006: Die Nationale Statistikbehörde Chinas berichtet, dass das Bruttoinlandsprodukt (BIP) des Landes 2005 um 9,9 % auf umgerechnet 1,83 Billionen Euro gestiegen sei. Damit überholt China Frankreich und Großbritannien, die nur ein Wachstum des BIP von 1,6 bzw. 1,7 % aufweisen, und steigt zur viertgrößten Wirtschaftsmacht der Erde auf.
- 2008: In Anwesenheit des russischen Präsidenten Wladimir Putin und des serbischen Präsidenten Boris Tadić wird der Kauf einer Mehrheitsbeteiligung der russischen Gazprom am staatlichen serbischen Energiekonzern NIS für 400 Mio. Euro unterzeichnet. Zudem einigen sich die russische und serbische Seite bezüglich des geplanten Baus der Gaspipeline South Stream über serbisches Territorium.

### Wissenschaft und Technik

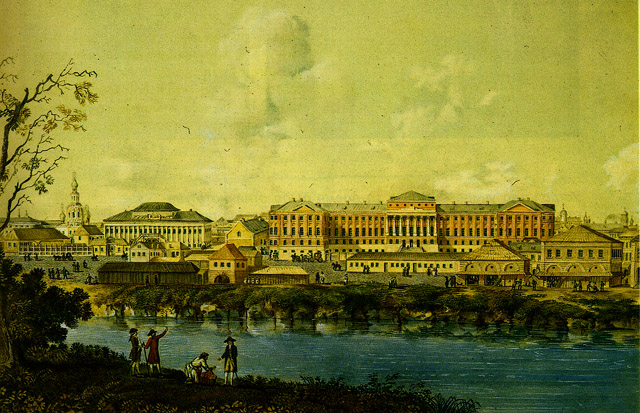
1755: Moskauer Universität

- 1755: Auf Anregung von Michail Wassiljewitsch Lomonossow gründet Iwan Iwanowitsch Schuwalow nach einem Erlass von Zarin Elisabeth I. in Moskau die erste Universität Russlands, die heutige Lomonossow-Universität.
- 1957: Der erste Startversuch der US-amerikanischen Thor, der weltweit ersten Mittelstreckenrakete, in Cape Canaveral schlägt fehl.

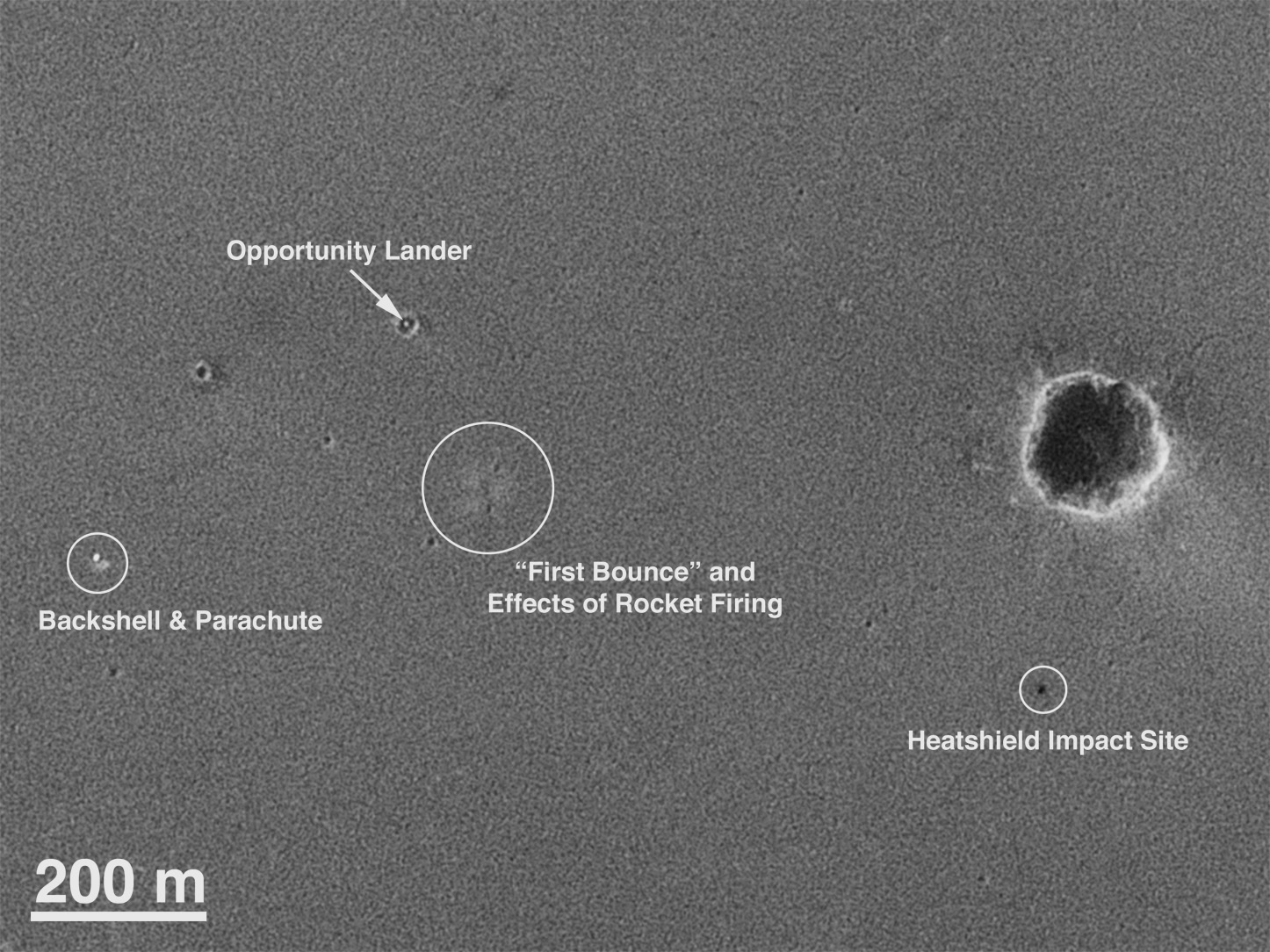
2004: Die Landestelle der Opportunity

- 2004: Die NASA-Raumsonde Opportunity landet 20 Tage nach ihrer Schwestersonde Spirit auf dem Planeten Mars in einem kleinen Krater auf der Hochebene Meridiani Planum.

### Kultur
- 1694: Im Tordinona in Rom erfolgt die Uraufführung der Oper Xerse von Giovanni Bononcini.
- 1782: In Florenz wird die Oper Armida abbandonata von Luigi Cherubini uraufgeführt.
- 1861: Am Théâtre des Bouffes-Parisiens in Paris hat die Operette Les Musiciens d'orchestre von Léo Delibes und Aristide Hignard ihre Uraufführung.
- 1884: Am Theater an der Wien in Wien erfolgt die Uraufführung der Operette Gasparone von Carl Millöcker auf das Libretto von Friedrich Zell und Richard Genée.
- 1902: Uraufführung der 2. Sinfonie von Alexander Nikolajewitsch Skrjabin in St. Petersburg.
- 1905: Arnold Schönberg dirigiert im Großen Musikvereinssaal in Wien die Uraufführung seiner symphonischen Dichtung Pelleas und Melisande nach dem Drama von Maurice Maeterlinck.
- 1908: Die Oper Leyli va Madschnun des aserbaidschanischen Komponisten Üzeyir Hacıbəyov wird am Bakuer Haji-Zeynalabdin-Tagiyev-Theater uraufgeführt. Sie basiert auf Fuzūlīs Fassung der populären Liebesgeschichte Leila und Madschnun.
- 1909: An der Hofoper in Dresden wird die Symphonieoper Elektra von Richard Strauss mit dem Libretto von Hugo von Hofmannsthal erfolgreich uraufgeführt. Die Klytämnestra singt Ernestine Schumann-Heink.
- 1949: Mit der Übergabe des von der US-amerikanischen Militärregierung betriebenen Senders Radio München in deutsche Hände konstituiert sich der Bayerische Rundfunk.
- 1964: Die ARD strahlt die erste Folge der Spieleshow Einer wird gewinnen (EWG) des Hessischen Rundfunks mit Hans-Joachim Kulenkampff aus. Produzent Martin Jente hat hier bereits seinen ersten Schlussauftritt als „Butler“.
- 2023: Die UNESCO beschließt die Aufnahme der historischen Altstadt der ukrainischen Hafenstadt Odessa in die Liste des Weltkulturerbes.

### Gesellschaft
- 1308: Acht Könige und Königinnen sind zugegen, als der englische König Eduard II. und Isabelle de France in der Kathedrale von Boulogne-sur-Mer heiraten.

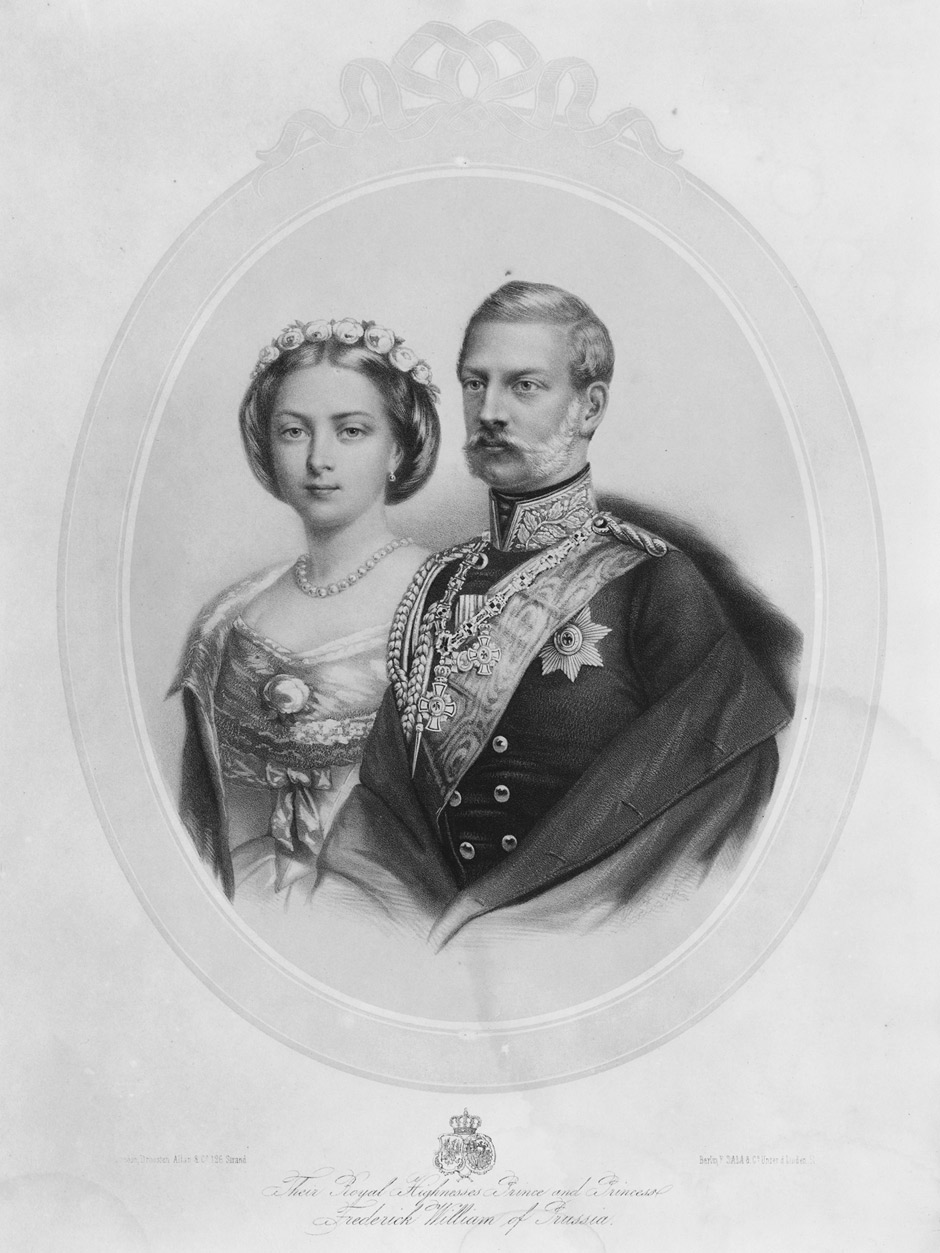
1858: Friedrich-Wilhelm und Viktoria

- 1858: Der preußische Kronprinz Friedrich heiratet in der Kapelle des St. James’ Palace in London Victoria von Großbritannien und Irland, die Tochter der britischen Königin Victoria. Der bei der Hochzeit gespielte Hochzeitsmarsch aus Ein Sommernachtstraum von Felix Mendelssohn Bartholdy wird daraufhin bei Hochzeiten generell sehr populär.

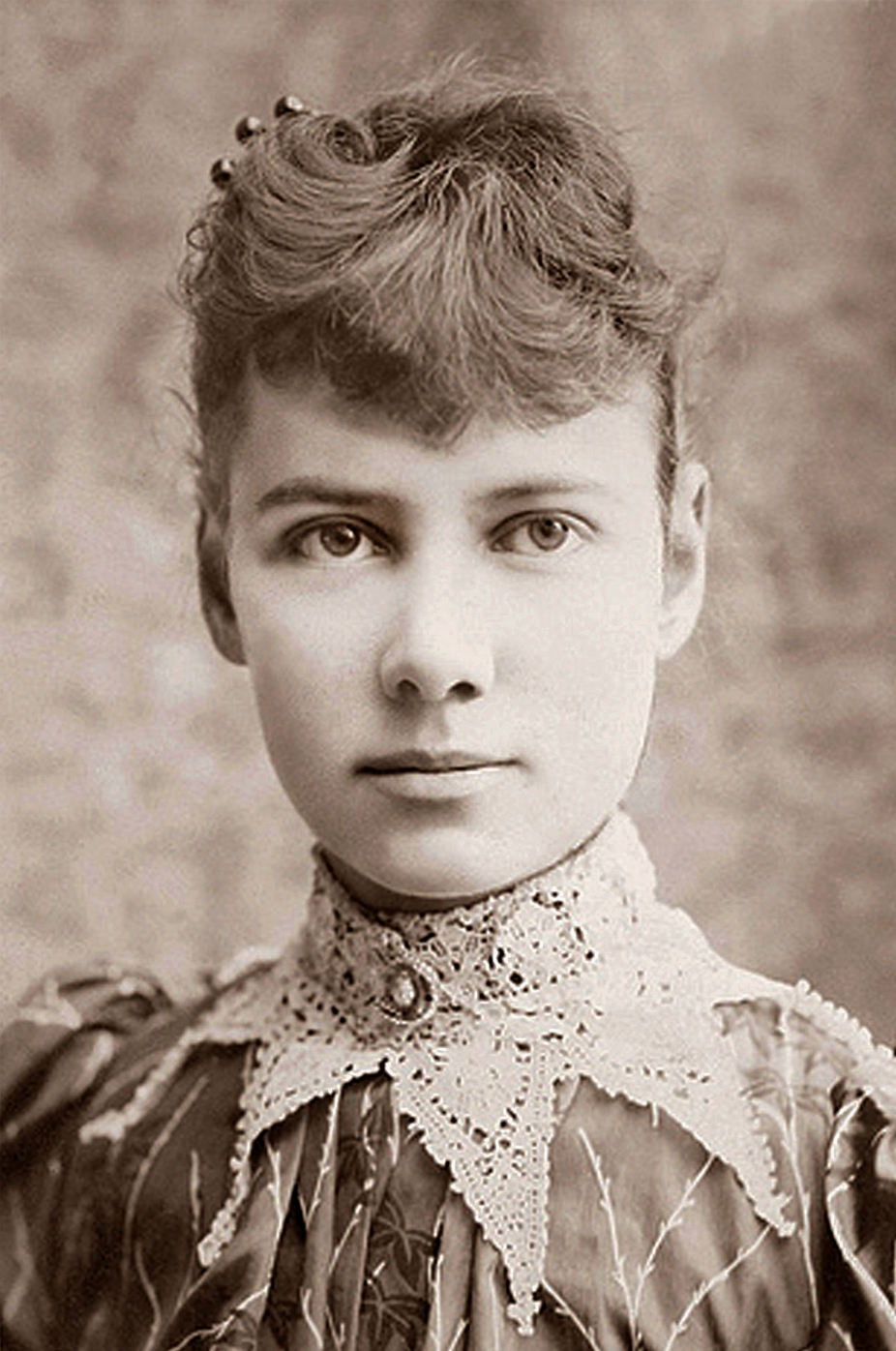
1890: Nellie Bly

- 1890: Die US-Journalistin Nellie Bly vollendet ihre Reise um die Welt auf den Spuren Phileas Foggs am 73. Tag.
- 1998: Das US-Ehepaar Tom und Eileen Lonergan wird bei einem Tauchgang am Great Barrier Reef vor Queensland, Australien von ihrem Tauchboot vergessen und nie mehr gefunden. Die Handlung des US-amerikanischen Spielfilms Open Water basiert grob auf diesem Schicksal.

### Religion
- 0817: Paschalis I., zuvor Abt in St. Stephan in Rom, wird zum Papst gewählt.
- 1802: Der bayerische Kurfürst Maximilian IV. Joseph verfügt in einer Kabinettsorder die Aufhebung aller nichtständischen Klöster (d. h. vor allem der Bettelorden) in Bayern. Damit beginnt die Säkularisation in Bayern.

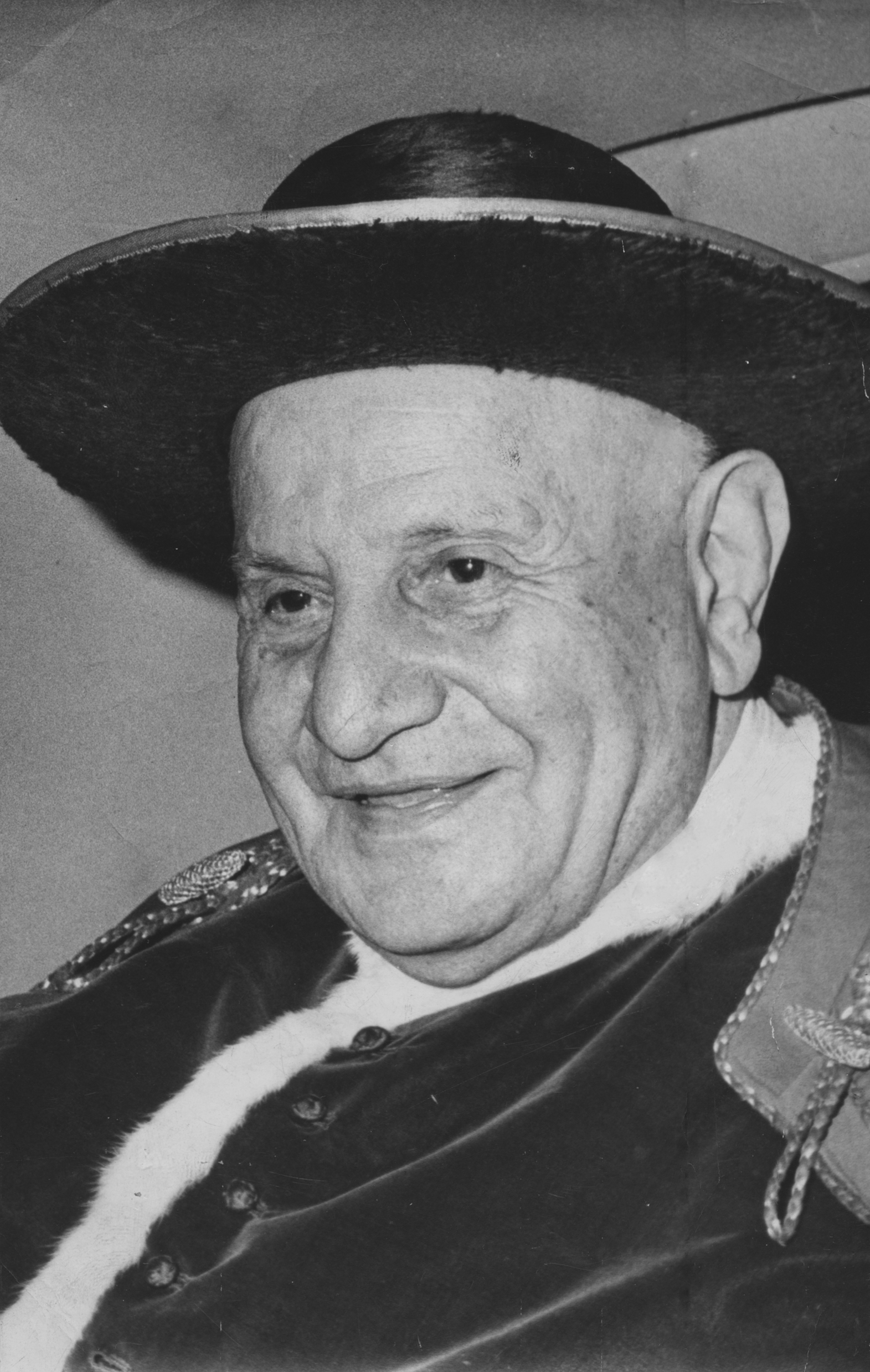
1959: Papst Johannes XXIII.

- 1959: Papst Johannes XXIII. gibt im Kapitelsaal der Patriarchalbasilika Sankt Paul vor den Mauern vor 17 Kardinälen bekannt, dass er unter dem Leitmotiv des Aggiornamento ein Konzil für die Weltkirche einzuberufen beabsichtigt.
- 1983: Papst Johannes Paul II. promulgiert mit der Apostolischen Konstitution Sacrae Disciplinae Leges die aktuelle Fassung des CIC.
- 2006: Papst Benedikt XVI. veröffentlicht seine am 25. Dezember 2005 unterzeichnete erste Enzyklika Deus caritas est (Gott ist die Liebe), in der er sich mit der Liebe in unterschiedlichen Dimensionen auseinandersetzt.

### Katastrophen
- 1348: Ein Erdbeben der Stärke 8 bis 9 auf der zwölfteiligen EMS-98-Skala mit Epizentrum in Friaul verursacht Schäden im Umkreis von mehreren hundert Kilometern und löst einen Bergsturz am Dobratsch aus.
- 1939: Ein Erdbeben der Stärke 8,3 in Chillán in Chile fordert rund 28.000 Todesopfer.
- 1990: Der Orkan Daria fegt über Nord- und Mitteleuropa und fordert mindestens 94 Todesopfer und Schäden in Milliardenhöhe.

Kleinere Unglücksfälle sind in den Unterartikeln von Katastrophe und in der Liste von Katastrophen aufgeführt.

### Sport

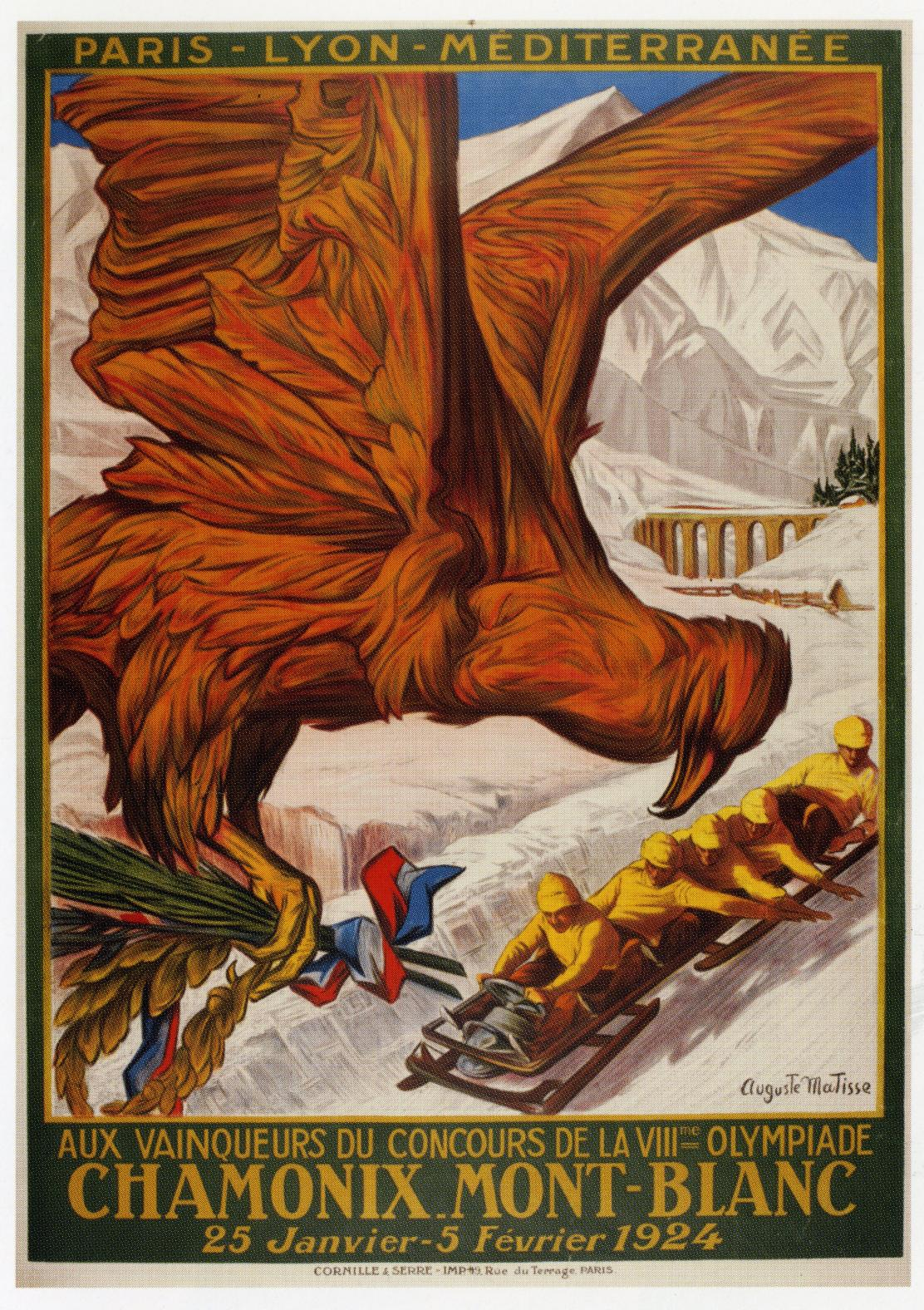
1924: Chamonix

- 1924: In Chamonix-Mont-Blanc (Frankreich) beginnt die vom Internationalen Olympischen Komitee veranstaltete „Internationale Wintersportwoche“, der erst im Nachhinein der Titel I. Olympische Winterspiele zugesprochen wird. Die Wettkämpfe dauern bis zum 5. Februar.

Einträge von Leichtathletik-Weltrekorden befinden sich unter der jeweiligen Disziplin unter Leichtathletik.

## Geboren

### Vor dem 18. Jahrhundert
- 1408: Katharina, Tochter von Reinhard II. von Hanau
- 1442: Johannes Nuhn, deutscher Weltgeistlicher, Autor, Chronist
- 1455: Albrecht von Baden, badischer Markgraf
- 1459: Paul Hofhaimer, österreichischer Komponist

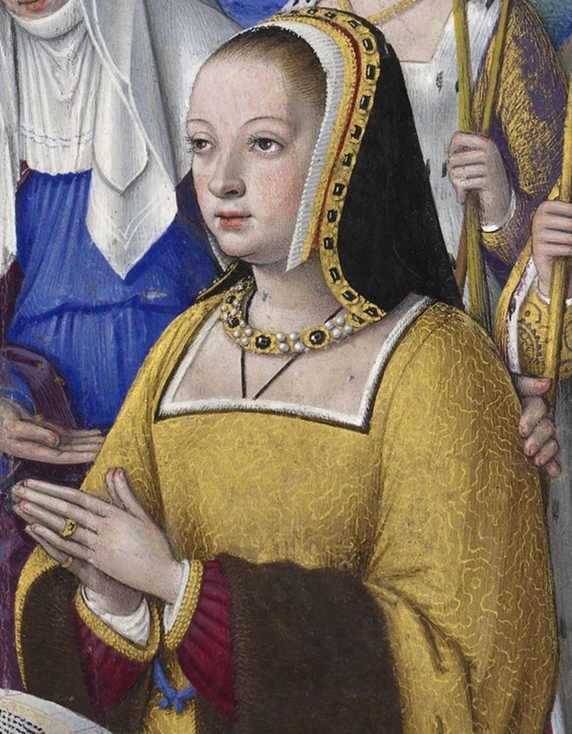
Anne de Bretagne (* 1477)

- 1477: Anne de Bretagne, Königin von Frankreich
- 1488: Georg III. von Waldburg, deutscher Heerführer (Bauernjörg)
- 1507: Johannes Oporinus, Schweizer Humanist, Buchdrucker, Verleger, Sekretär und Lehrer
- 1509: Giovanni Morone, italienischer katholischer Kardinal
- 1515: Christoph Preuss von Springenberg, ungarischer Dichter und Rhetoriker
- 1521: Paul von Eitzen, deutscher Theologe und Reformator
- 1523: Francesco Piccolomini, italienischer Philosoph
- 1526: Adolf I., Herzog von Schleswig-Holstein-Gottorf
- 1532: Owen Günther, deutscher Philosoph
- 1534: Christoph Walther II, deutscher Bildhauer
- 1538: Joachim von Fürstenberg-Heiligenberg, Graf von Fürstenberg
- 1538: Carlo di Cesare del Palagio, italienischer Bronzegießer, Terrakottabildner, Modellier und Bildhauer
- 1540: Edmund Campion, englischer Jesuitenmönch, Märtyrer
- 1556: Charles de Lorraine, duc d’Aumale, Herzog von Aumale, Gouverneur der Picardie
- 1567: Margaretha von Österreich, österreichische Erzherzogin und Nonne im Kloster Santa Clara de las Descalzas Reales in Madrid
- 1597: Johann Philipp, Herzog von Sachsen-Altenburg
- 1615: Govaert Flinck, niederländischer Maler
- 1627: Johann Georg Lorenz, deutscher Pädagoge
- 1630: Ludwig VI., Landgraf von Hessen-Darmstadt
- 1635: Daniel Casper von Lohenstein, deutscher Dichter
- 1640: William Cavendish, 1. Duke of Devonshire, englischer Peer und Politiker
- 1647: Ludwig Günther Martini, deutscher Jurist, Schriftsteller und Hofbeamter
- 1650: Georg Bose, Leipziger Rats- und Handelsherr
- 1655: Cornelius Anckarstjerna, schwedischer Admiral und Freiherr
- 1657: Giuseppe Nicola Nasini, italienischer Maler
- 1661: Antoine I., Fürst von Monaco
- 1661: Alexander zu Dohna-Schlobitten, kurbrandenburgisch-preußischer Generalfeldmarschall und Diplomat
- 1680: Johann Heinrich Acker, deutscher Gymnasiallehrer, Philologe und Literaturhistoriker
- 1694: Simon Henrich Adolph zur Lippe, Landesherr der Grafschaft Lippe
- 1695: Franz Ernst von Hessen-Darmstadt, deutscher Adliger
- 1696: Jakob Friedrich Duttenhofer, Bürgermeister in Nürtingen, Landtagsabgeordneter

### 18. Jahrhundert
- 1702: Franz Anton Engl Graf von Wagrain, Bischof von Belgrad-Semendria und Csanád
- 1708: William Hayes, britischer Organist und Komponist
- 1715: Reinhard Christoph Ungewitter, deutscher reformierter Theologe
- 1720: Johann Peter Snell, deutscher evangelischer Theologe
- 1723: Claire Clairon, französische Schauspielerin
- 1726: Hans Strøm, norwegischer Naturforscher
- 1731: Anna Catharina von Passow, dänische Schauspielerin und Autorin

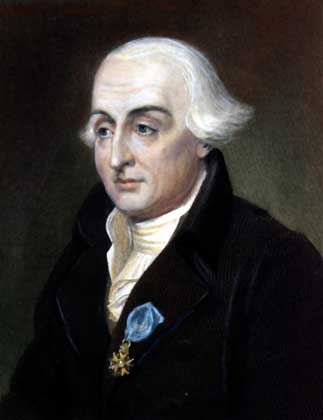
Joseph-Louis Lagrange (* 1736)

- 1736: Joseph-Louis Lagrange, französischer Mathematiker und Astronom italienischer Herkunft
- 1742: Manuel Caetano de Sousa, portugiesischer Architekt
- 1743: Friedrich Heinrich Jacobi, deutscher Philosoph und Schriftsteller

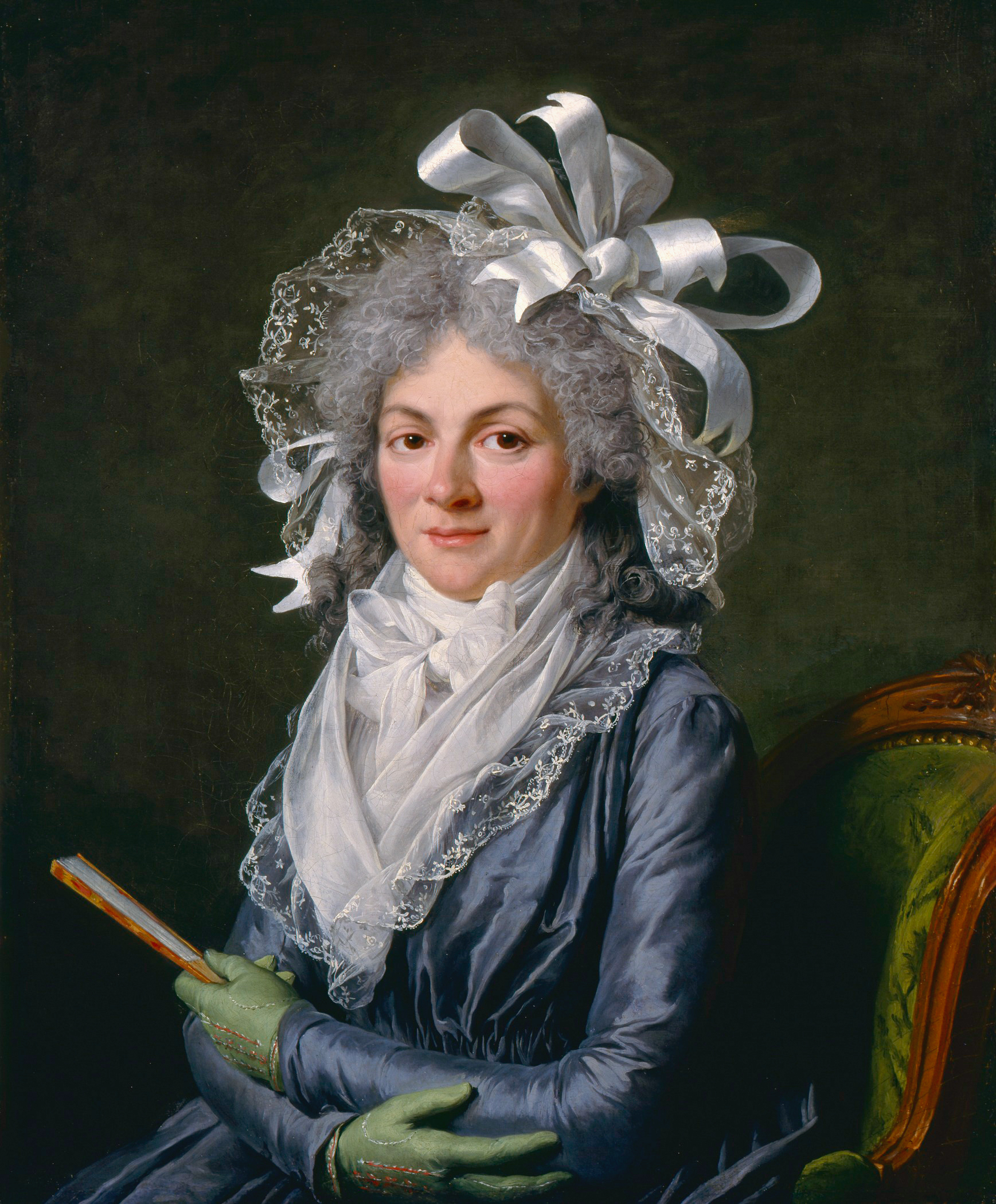
Félicité de Genlis (* 1746)

- 1746: Félicité de Genlis, französische Schriftstellerin
- 1750: Johann Gottfried Vierling, deutscher Organist und Komponist
- 1752: Friedrich Valentin, deutscher Bildhauer
- 1759: Caroline von Bentheim-Steinfurt, deutsche Schriftstellerin
- 1759: Robert Burns, britischer Schriftsteller und Poet der Aufklärung
- 1766: Wolf Ladenburg, deutscher Händler, Gründer des Bankhauses Ladenburg in Mannheim
- 1768: Christoph Wilhelm Friedrich Penzenkuffer, deutscher Geistlicher, Pädagoge und Sprachforscher
- 1768: Justus Erich Walbaum, deutscher Typograf, Schriftgießer und Stempelschneider
- 1773: Georg Karl Friedrich Emmrich, deutscher evangelischer Geistlicher und Pädagoge
- 1776: Joseph Görres, deutscher Publizist

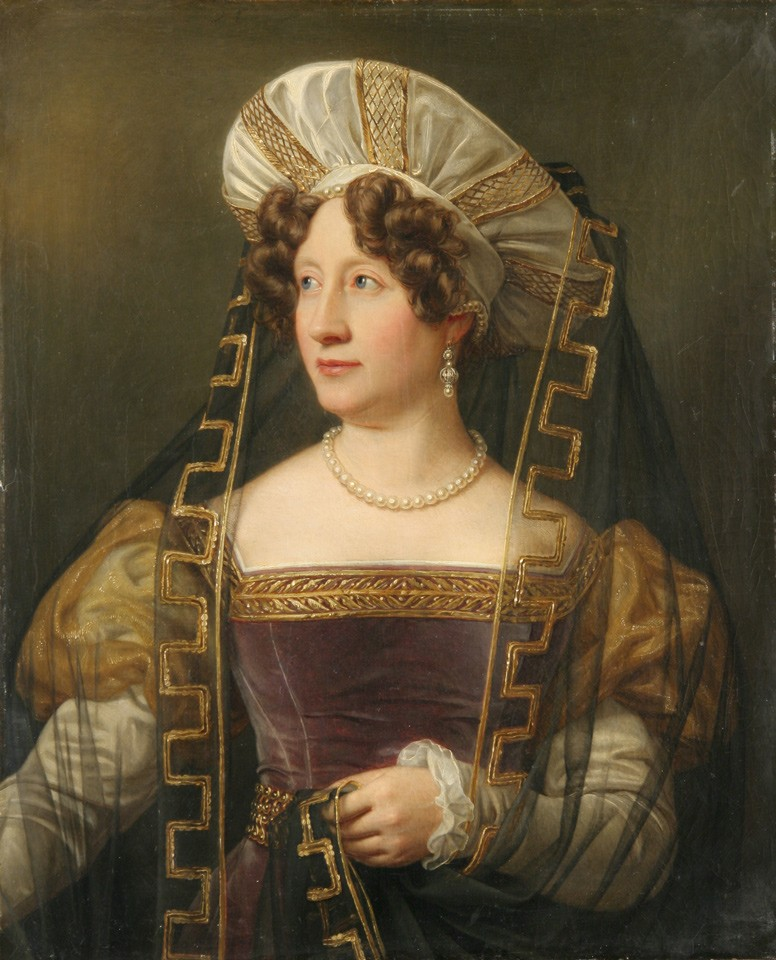
Karoline Jagemann (* 1777)

- 1777: Karoline Jagemann, deutsche Sängerin
- 1781: Marquard Georg Seufferheld, deutscher Kaufmann, Stifter und Politiker
- 1781: Röttger von Veltheim, deutscher Gutsherr und Privatgelehrter
- 1782: Johann Michael Ackner, deutscher Archäologe und Naturforscher

### 19. Jahrhundert
- 1801: Hryhorij Laptschenko, ukrainisch-russischer Maler
- 1802: Johann Karl Erler der Jüngere, deutscher evangelischer Theologe
- 1804: Antoni Edward Odyniec, polnischer Lyriker, Dramatiker und Übersetzer
- 1810: Clarina I. H. Nichols, US-amerikanische Journalistin und Frauenrechtlerin
- 1811: Alejandro Ciccarelli, italienisch-chilenischer Maler

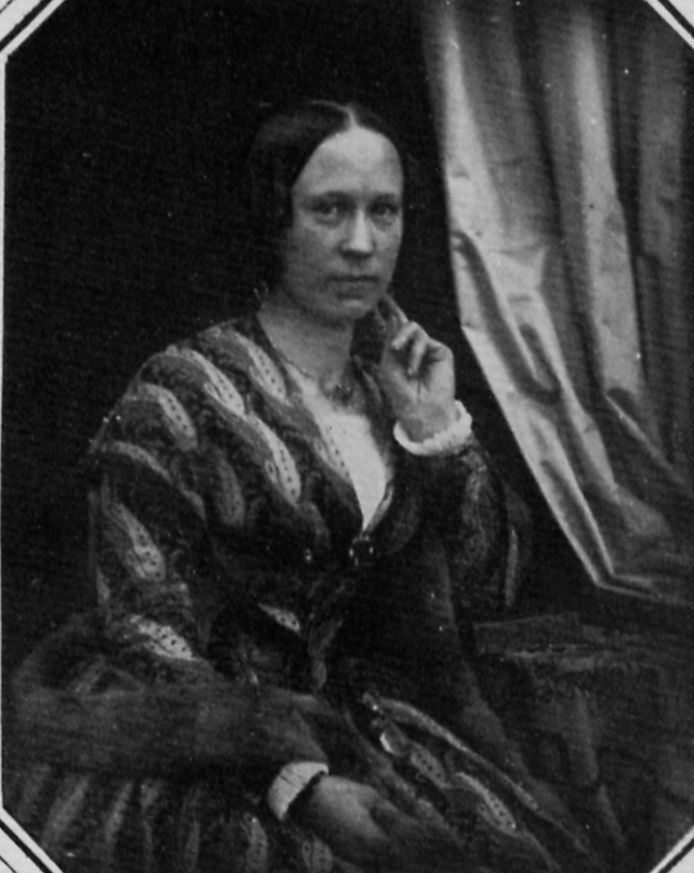
Bertha Wehnert-Beckmann (* 1815)

- 1815: Bertha Wehnert-Beckmann, erste deutsche Berufsfotografin
- 1818: Théodore Mozin, französischer Komponist und Musikpädagoge
- 1818: Ferdinand Schlöth, Schweizer Bildhauer
- 1820: Adelbert Heinrich von Baudissin, deutscher Schriftsteller
- 1820: Théodore Lissignol, Schweizer Vermessungstechniker, Jurist und Politiker
- 1825: George Edward Pickett, US-amerikanischer General der Armee der Konföderierten im Sezessionskrieg
- 1828: Charles Allston Collins, englischer Maler und Schriftsteller
- 1829: Franz von Mendelssohn, deutscher Bankier
- 1832: Paul Bronsart von Schellendorff, preußischer General und Kriegsminister
- 1832: Iwan Iwanowitsch Schischkin, russischer Maler und Grafiker
- 1833: Ernst Heinrich Lindemann, deutscher Kommunalpolitiker, Oberbürgermeister von Essen, Dortmund und Düsseldorf
- 1839: August Ammann, deutscher Dichter, Schriftsteller und Gymnasiallehrer
- 1840: Karl Appold, deutscher Maler, Zeichner und Kupferstecher
- 1841: John Fisher, 1. Baron Fisher, britischer Admiral und erster Seelord
- 1843: Hermann Amandus Schwarz, deutscher Mathematiker
- 1849: Johann Heinrich Schmedding, deutscher Architekt und Altertumsforscher
- 1850: Paul Rowald, deutscher Architekt
- 1851: Jan Blockx, belgischer Komponist
- 1851: Arne Garborg, norwegischer Schriftsteller
- 1852ː Emilie Vollmöller, deutsche Vertreterin der christlichen Sozialethik und Sozialreformerin
- 1855: Eduard Meyer, deutscher Althistoriker
- 1856: Pierre Decourcelle, französischer Schriftsteller
- 1862: Carl Heyer, deutscher Forstmann
- 1863: Rufus Jones, US-amerikanischer Autor, College-Professor, Mystiker, Philosoph und Quäker
- 1865: Paul Dahlke, deutscher Arzt und Wegbereiter des Buddhismus in Deutschland
- 1866: Antonio Scotti, italienischer Sänger (Bariton)
- 1866: Émile Vandervelde, belgischer Politiker
- 1867: Simon Fraser Tolmie, kanadischer Politiker
- 1869: Max Hoffmann, deutscher General und Diplomat
- 1869: Max tom Dieck, deutscher Politiker
- 1870: Helge von Koch, schwedischer Mathematiker
- 1871: Albert Südekum, deutscher Journalist und SPD-Politiker
- 1873: Georg Amft, deutscher Komponist und Musiklehrer

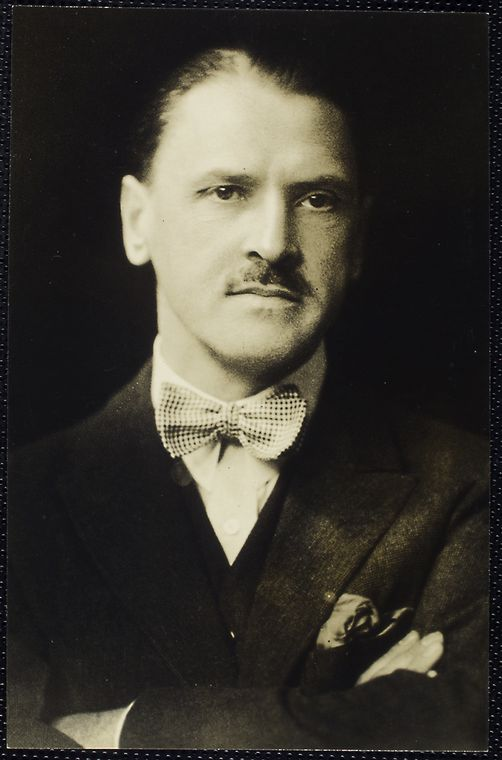
W. Somerset Maugham (* 1874)

- 1874: W. Somerset Maugham, britischer Dramatiker, Schriftsteller, Arzt und Geheimagent
- 1876: Herbert Eulenberg, deutscher Dichter und Schriftsteller
- 1878: Ernst Fredrik Werner Alexanderson, schwedisch-US-amerikanischer Elektroingenieur
- 1878: Harry L. Davis, US-amerikanischer Politiker
- 1878: Henri Moreno, französischer Turner
- 1880: Bernhard Raestrup, deutscher Unternehmer und Politiker, MdB
- 1880: Arthur Schütz, österreichischer Ingenieur und Schriftsteller
- 1881: Elly Heuss-Knapp, deutsche Politikerin, MdL, Sozialreformerin, Gründerin des Müttergenesungswerks, Frau von Theodor Heuss
- 1881: Emil Ludwig, deutscher Schriftsteller

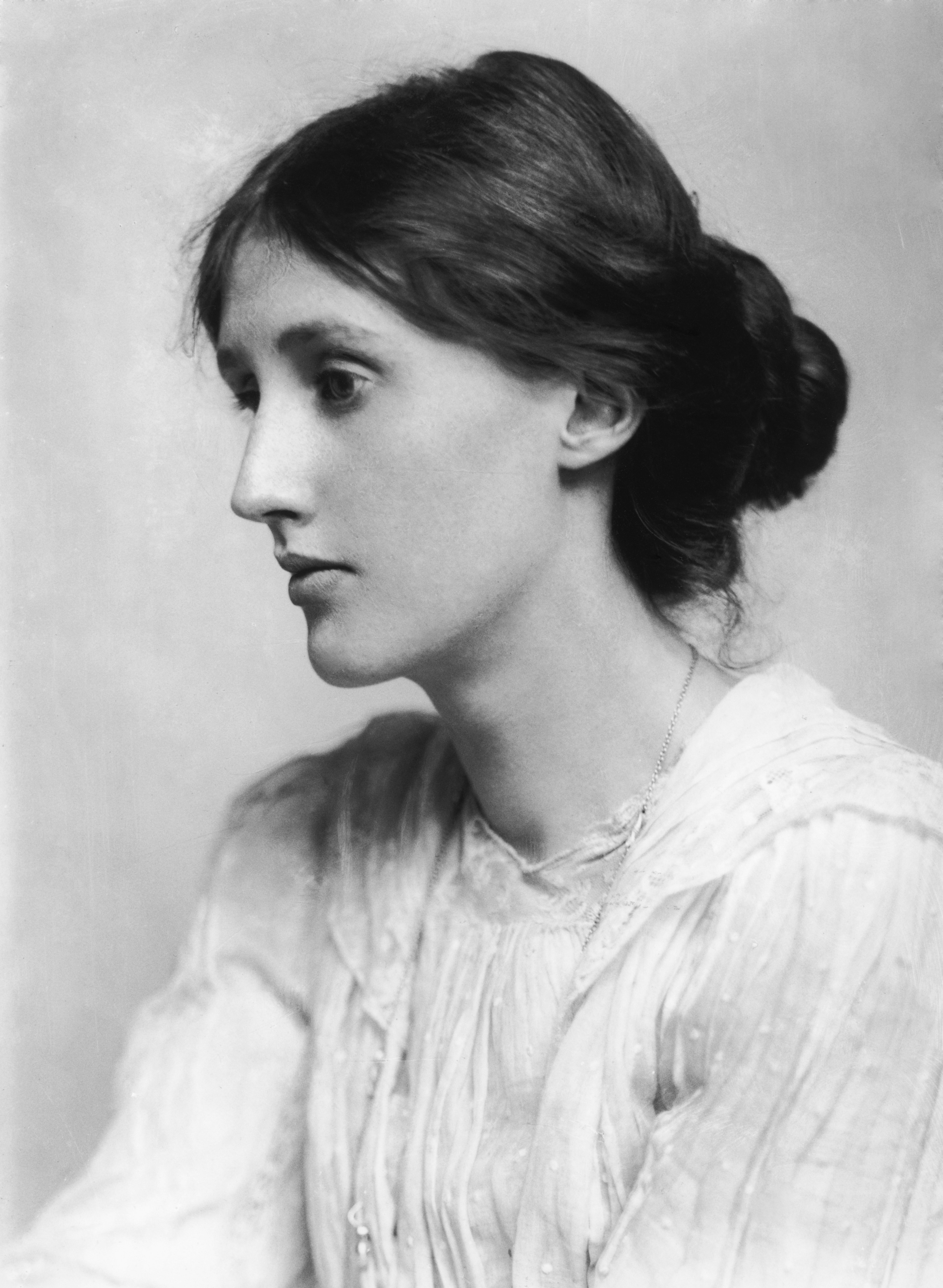
Virginia Woolf (* 1882)

- 1882: Virginia Woolf, britische Schriftstellerin und Verlegerin der Klassischen Moderne, literarisches Vorbild der Frauenbewegung
- 1885: Kitahara Hakushū, japanischer Schriftsteller
- 1886: Ernst Eschmann, Schweizerischer Schriftsteller
- 1886: Wilhelm Furtwängler, deutscher Dirigent und Komponist
- 1886: Paolo Salman, syrischer Erzbischof in Jordanien
- 1886: Willie Smith, englischer Snooker- und English Billiards-Spieler
- 1888: Suzanne Grinberg, französische Anwältin, Feministin und Pazifistin
- 1889: Raúl Hugo Espoile, argentinischer Komponist
- 1889: Nakamura Kenkichi, japanischer Lyriker
- 1890: Karl Adler, deutscher Musikwissenschaftler

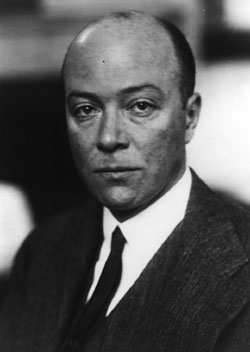
William C. Bullitt (* 1891)

- 1891: William C. Bullitt, US-amerikanischer Diplomat
- 1892: Paulus af Uhr, schwedischer Generalmajor und Leichtathlet
- 1892: Toni Bauhofer, deutscher Automobil- und Motorradrennfahrer
- 1892: Takagi Takeo, Vizeadmiral der kaiserlich japanischen Marine
- 1893: Louise Weiss, französische Europapolitikerin, MdEP, Journalistin, Schriftstellerin und Feministin
- 1894: Aino Aalto, finnische Architektin und Designerin
- 1894: Sergei Wassiljewitsch Jewsejew, russischer Komponist
- 1894: Marguerite Roesgen-Champion, Schweizer Komponistin und Cembalistin
- 1894: Micheil Tschiaureli, georgischer Filmregisseur
- 1895: Heinrich Landahl, deutscher Politiker, Hamburger Schulsenator
- 1895: Paolo Marella, vatikanischer Diplomat und Kurienkardinal
- 1896: Corb Denneny, kanadischer Eishockeyspieler
- 1898: Anton Diel, deutscher Politiker, MdB
- 1899: Sleepy John Estes, US-amerikanischer Blues-Musiker
- 1899: Gérard Marinier, französischer Automobilrennfahrer
- 1899: Paul-Henri Spaak, belgischer Politiker und Staatsmann
- 1900: Ali Gholi Ardalan, persischer Botschafter und Außenminister
- 1900: Theodosius Dobzhansky, russisch-US-amerikanischer Genetiker und Evolutionsbiologe
- 1900: István Fekete, ungarischer Schriftsteller

### 20. Jahrhundert

#### 1901–1925
- 1901: Roman Cycowski, polnisch-US-amerikanischer Sänger (Comedian Harmonists)
- 1901: Mildred Dunnock, US-amerikanische Schauspielerin
- 1901: Itzhak Stern, polnisch-israelischer Buchhalter von Oskar Schindler
- 1902: Gustav Abel, österreichischer Filmarchitekt und Bühnenbildner

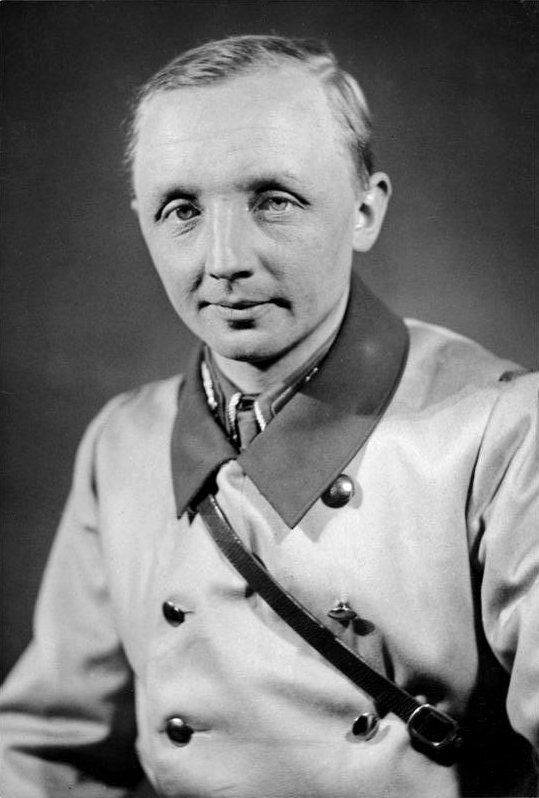
Johann von Leers (* 1902)

- 1902: Johann von Leers, deutscher Publizist und Historiker, antisemitischer Propagandist
- 1902: Nakano Shigeharu, japanischer Schriftsteller
- 1903: Georg Hackmann, deutscher Oberlandforstmeister
- 1904: Géza Frid, ungarischer Pianist und Komponist

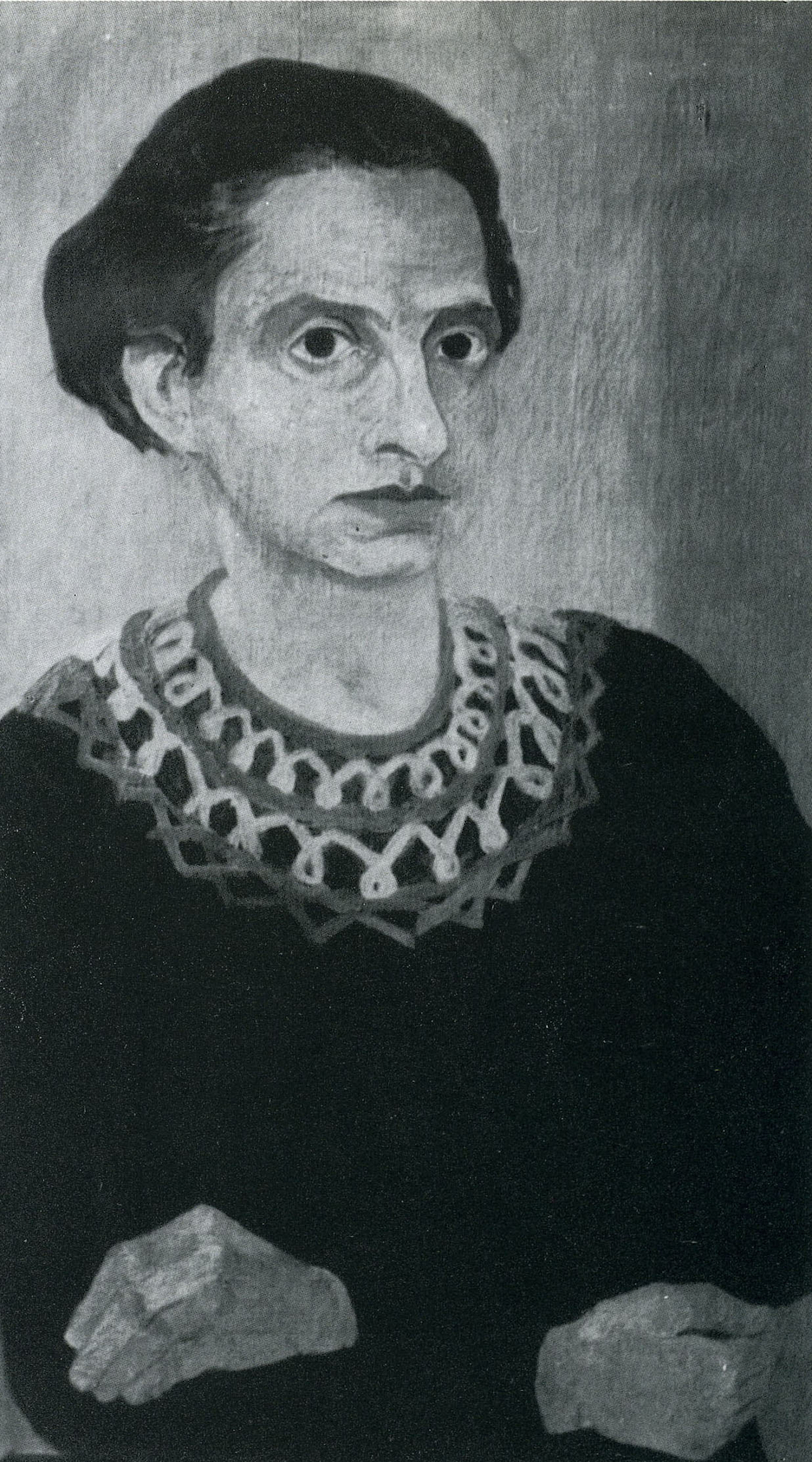
Maria Luiko (* 1904)

- 1904ː Maria Luiko, deutsche Künstlerin und NS-Opfer
- 1905: Edward Colman, US-amerikanischer Kameramann
- 1905: Maurice Roy, kanadischer Priester, Erzbischof von Québec und Kardinal
- 1905: Margery Sharp, britische Schriftstellerin
- 1905: Julia Frances Smith, US-amerikanische Komponistin und Pianistin
- 1906: Toni Ulmen, deutscher Motorrad- und Automobilrennfahrer
- 1907: Franco Cornacchia, italienischer Unternehmer und Automobilrennfahrer
- 1908: Bernard Hügl, jugoslawischer Fußballspieler und -trainer
- 1908: Anton Stingl, deutscher Gitarreninterpret und -pädagoge
- 1909: Hans Graß, deutscher evangelischer Geistlicher und Hochschullehrer
- 1909: Karl Hasel, deutscher Forstwissenschaftler
- 1909: Glenn Kruspe, kanadischer Organist, Dirigent und Musikpädagoge
- 1909: Reinhold Münzenberg, deutscher Fußballspieler
- 1910: Homer Ledbetter, US-amerikanischer American-Football-Spieler
- 1910: Henri Louveau, französischer Rennfahrer
- 1911: Kurt Maetzig, deutscher Regisseur
- 1912: Lucho Bermúdez, kolumbianischer Komponist
- 1913: Jürgen Aschoff, deutscher Biologe
- 1913: Witold Lutosławski, polnischer Komponist und Dirigent
- 1915: Viktor Reimann, österreichischer Journalist und Politiker
- 1916: Frederick Valentine Atkinson, britischer Mathematiker

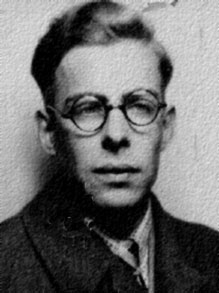
Hans Coppi (* 1916)

- 1916: Hans Coppi, deutscher Widerstandskämpfer gegen den Nationalsozialismus
- 1917: Ilya Prigogine, russisch-belgischer Physikochemiker
- 1917: Jânio Quadros, brasilianischer Politiker, Staatspräsident
- 1917: Enrique Sáenz-Valiente, argentinischer Sportschütze und Automobilrennfahrer
- 1917: Georg Tressler, österreichischer Filmregisseur
- 1920: Pedro Licinio Valerio, dominikanischer Gitarrist und Sänger
- 1921: Juan Vicente Mas Quiles, spanischer Komponist und Dirigent
- 1921: Alfred Reed, US-amerikanischer Komponist
- 1922: Luigi Luca Cavalli-Sforza, italienischer Populationsgenetiker
- 1922: Kurt Kranich, deutscher Journalist
- 1923: Rudolf Arendt, deutscher Konteradmiral
- 1923: Arvid Carlsson, schwedischer Pharmakologe
- 1923: Spiro Dellerba, US-amerikanischer American-Football-Spieler
- 1923: Bob Heinz, deutscher Comiczeichner
- 1923: Eva Zeller, deutsche Schriftstellerin
- 1923: Jörg Zumstein, Schweizer Generalstabschef
- 1924: Lou Groza, US-amerikanischer American-Football-Spieler
- 1925ː Barbara Carroll, amerikanische Jazzmusikerin
- 1925: Harry Kramer, deutscher Tänzer, Künstler und Bildhauer, Vertreter der Kinetischen Kunst
- 1925: Paul Pörtner, deutscher Schriftsteller und Übersetzer

#### 1926–1950
- 1926: Youssef Chahine, ägyptischer Filmregisseur
- 1927: Antônio Carlos Jobim, brasilianischer Sänger und Komponist
- 1927ː Sara Rus, polnische Holocaustüberlebende, Zeitzeugin und Mutter der Plaza de Mayo
- 1928: Helmut Ahner, deutscher Schauspieler und Synchronsprecher

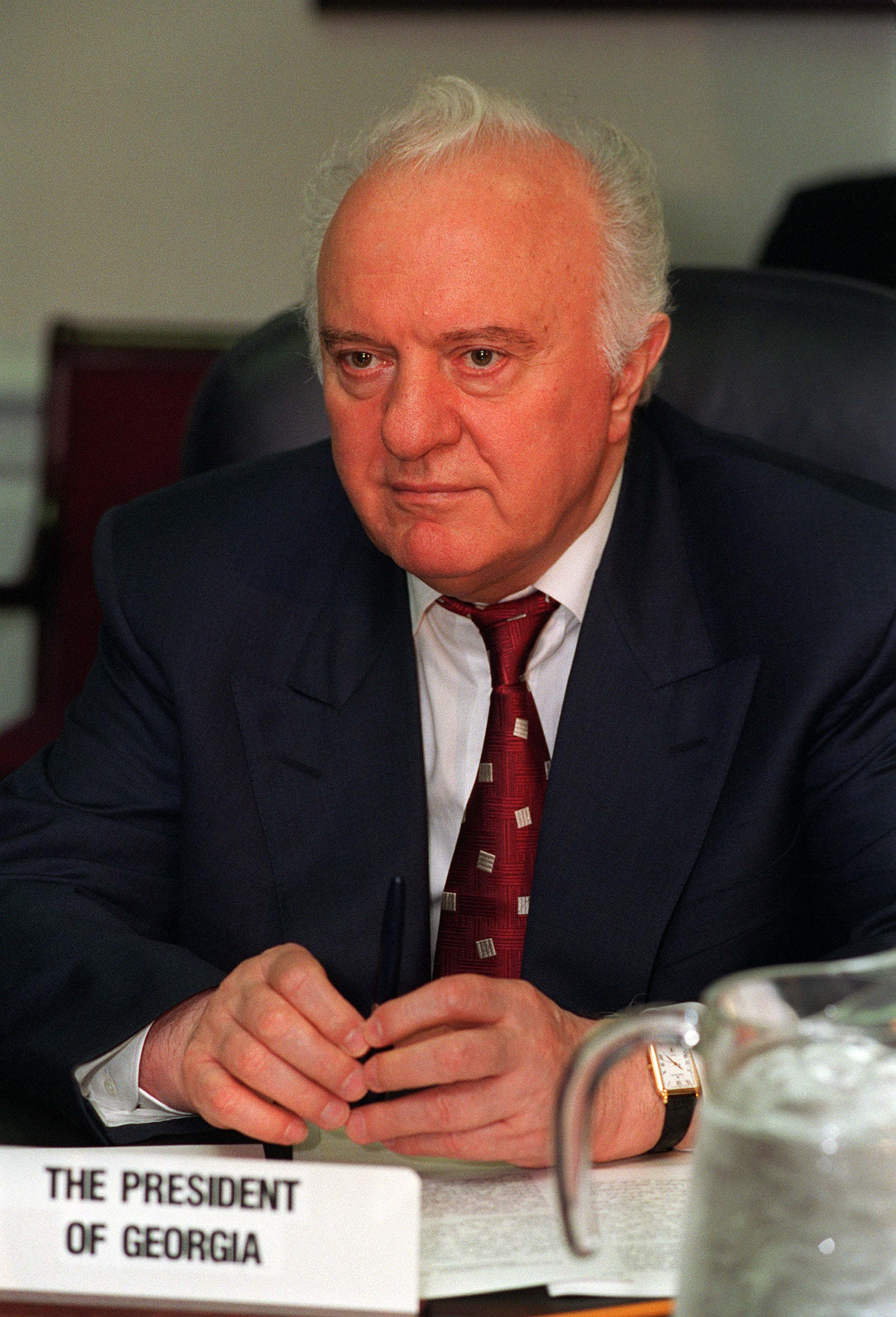
Eduard Schewardnadse (* 1928)

- 1928: Eduard Schewardnadse, sowjetischer und georgischer Politiker, Außenminister, Staatspräsident
- 1929: Jochen Brauer, deutscher Jazz- und Unterhaltungsmusiker
- 1929: Robert Faurisson, französischer Literaturwissenschaftler, Neonazi und Holocaustleugner
- 1929: Benny Golson, US-amerikanischer Jazzmusiker
- 1929: Michael Michai Kitbunchu, Erzbischof von Bangkok und erster thailändischer Kardinal
- 1929: Klaus Mertens, deutscher Schauspieler
- 1930: Heinz Schiller, Schweizer Automobilrennfahrer
- 1930: Raymund Schmitt, deutscher Politiker, Präsident des Bezirkstages von Unterfranken
- 1930: Hans-Günther Toetemeyer, deutscher Politiker, MdL, MdB
- 1930: Marta Traba, argentinische Schriftstellerin und Kunsthistorikerin
- 1931: Stikkan Anderson, schwedischer Geschäftsmann und Produzent, Musikverleger und Textautor
- 1931: Günter Biermann, deutscher Politiker, MdB
- 1931: Carlo Binetti, Schweizer Politiker und Fußballtrainer
- 1931: Dean Jones, US-amerikanischer Schauspieler
- 1931: André Moccand, Schweizer Ruderer
- 1932: Nikolai Petrowitsch Anikin, russischer Skilangläufer
- 1932: Marty Engel, US-amerikanischer Leichtathlet

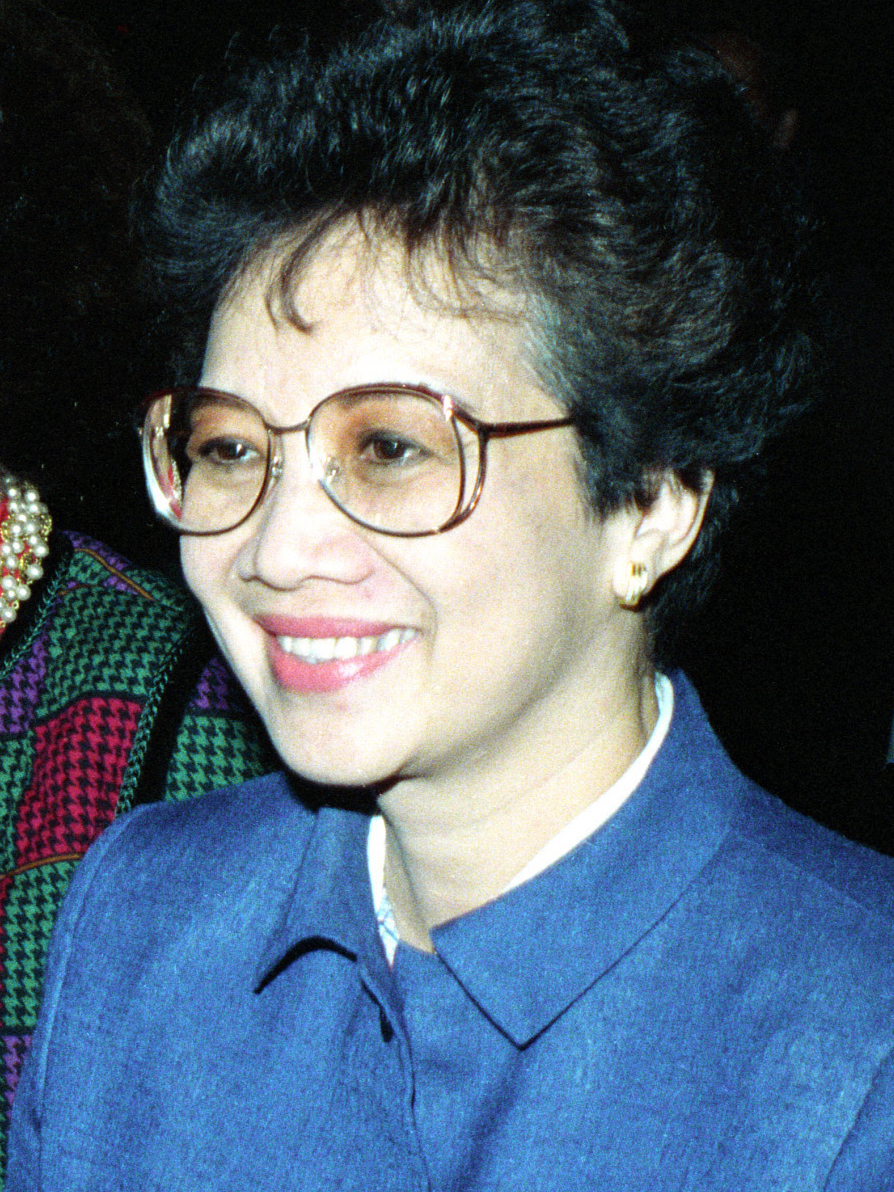
Corazon Aquino (* 1933)

- 1933: Corazon Aquino, philippinische Staatspräsidentin
- 1934: Hiroshi Hasegawa, japanischer Motorradrennfahrer
- 1935: António Ramalho Eanes, portugiesischer Staatspräsident
- 1935: Don Maynard, US-amerikanischer American-Football-Spieler
- 1935: Franco Nenci, italienischer Boxer
- 1935: Maurice Nussbaumer, französischer Autorennfahrer
- 1935: Werner Schley, Schweizer Fußballspieler
- 1937: Ange-Félix Patassé, zentralafrikanischer Staatspräsident
- 1937: Werner Schneyder, österreichischer Kabarettist
- 1938: Etta James, US-amerikanische Sängerin
- 1938: Leiji Matsumoto, japanischer Mangaka
- 1938: Wladimir Semjonowitsch Wyssozki, russischer Schauspieler, Dichter und Sänger
- 1939: Otto Wesendonck, deutscher Bildhauer
- 1940: Gonzalo Aguirre Ramírez, uruguayischer Politiker, Rechtsanwalt und Journalist
- 1940: Brent McCall, US-amerikanischer Komponist
- 1940: Katja Paryla, in Deutschland wirkende Schauspielerin und Regisseurin
- 1940: Wolfgang Paul, deutscher Fußballspieler
- 1940: Karl-Heinz Soukal, deutscher Brigadegeneral
- 1940: Jürgen Sundermann, deutscher Fußballspieler und -trainer
- 1941: Buddy Baker, US-amerikanischer Rennfahrer
- 1941: Sara Jenkins, kanadische Schwimmerin
- 1941: Libgart Schwarz, österreichische Schauspielerin
- 1942: Miguel Alfonseca, dominikanischer Lyriker, Erzähler, Dramatiker und Philosoph
- 1942: Dieter Bogatzki, deutscher Leichtathlet
- 1942: Martin Dolde, deutscher Ingenieur und Kirchenpolitiker
- 1942: Carl Eller, US-amerikanischer American-Football-Spieler
- 1942: Eusébio, portugiesischer Fußballspieler
- 1943: Leny Andrade, brasilianische Jazz-Sängerin
- 1943: Ute Apfelbeck, österreichische Politikerin

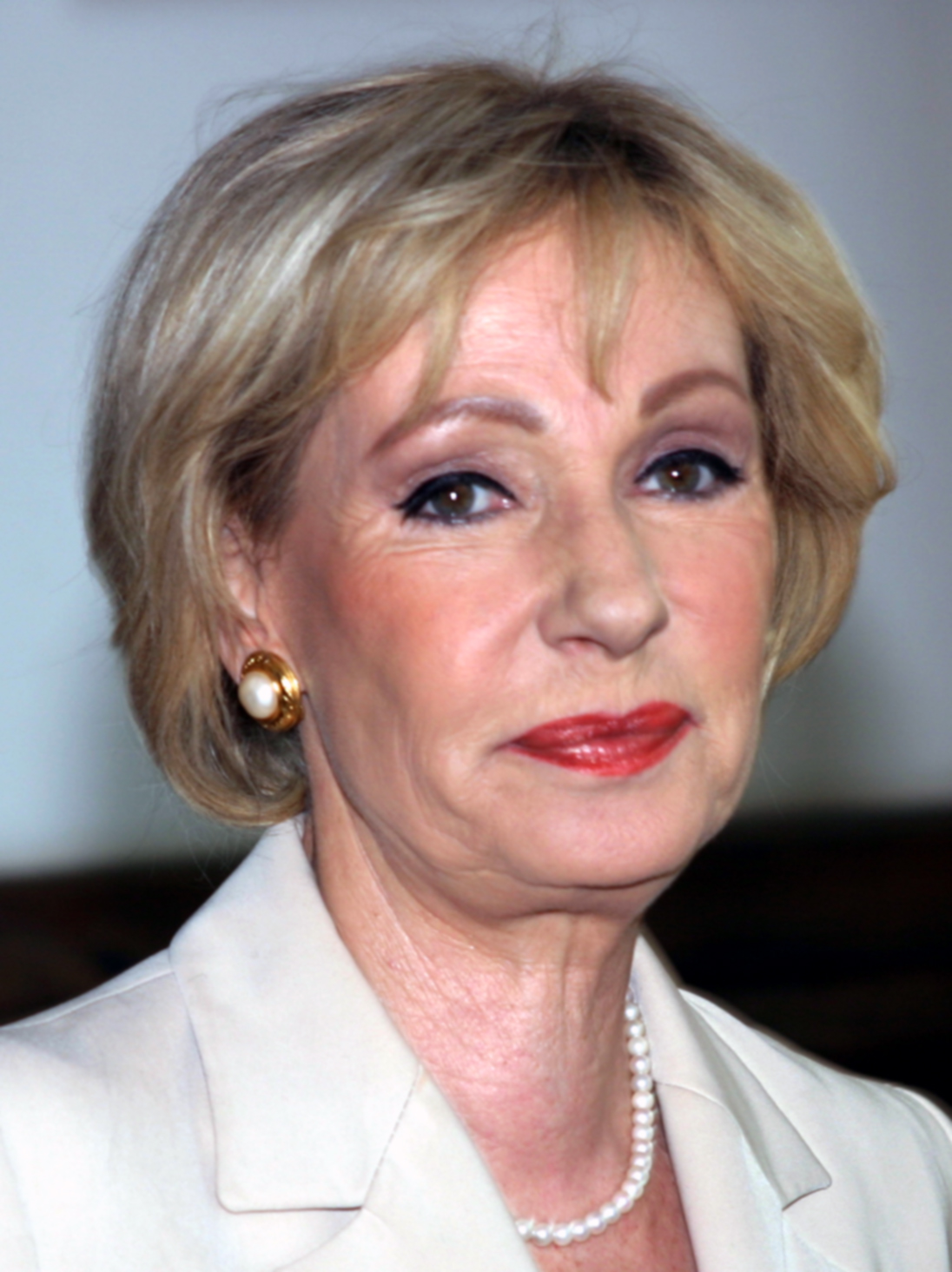
Dagmar Berghoff (* 1943)

- 1943: Dagmar Berghoff, deutsche Hörfunk- und Fernsehmoderatorin
- 1943: Roy Black, deutscher Schlagersänger und Schauspieler
- 1943: Agata Hikari, japanischer Schriftsteller
- 1943: Norbert Königshofen, deutscher Politiker, MdB
- 1944: Heinz P. Adamek, österreichischer Jurist
- 1944: Alfred Gulden, deutscher Schriftsteller, Lieder- und Filmemacher
- 1944: Tom Koenigs, deutscher Politiker, MdB
- 1945: Iris von Arnim, deutsche Modedesignerin
- 1945: Sławomir Idziak, polnischer Kameramann
- 1945: Helmut Rellergerd (Pseudonym: Jason Dark), deutscher Autor
- 1947: Ángel Nieto, spanischer Motorradrennfahrer
- 1947: Renate Tobies, deutsche Mathematikerin und Naturwissenschaftshistorikerin
- 1948: Emily Richard, britische Schauspielerin
- 1948: Göran Åberg, schwedischer Fußballspieler und -trainer
- 1949: Doc Bundy, US-amerikanischer Automobilrennfahrer

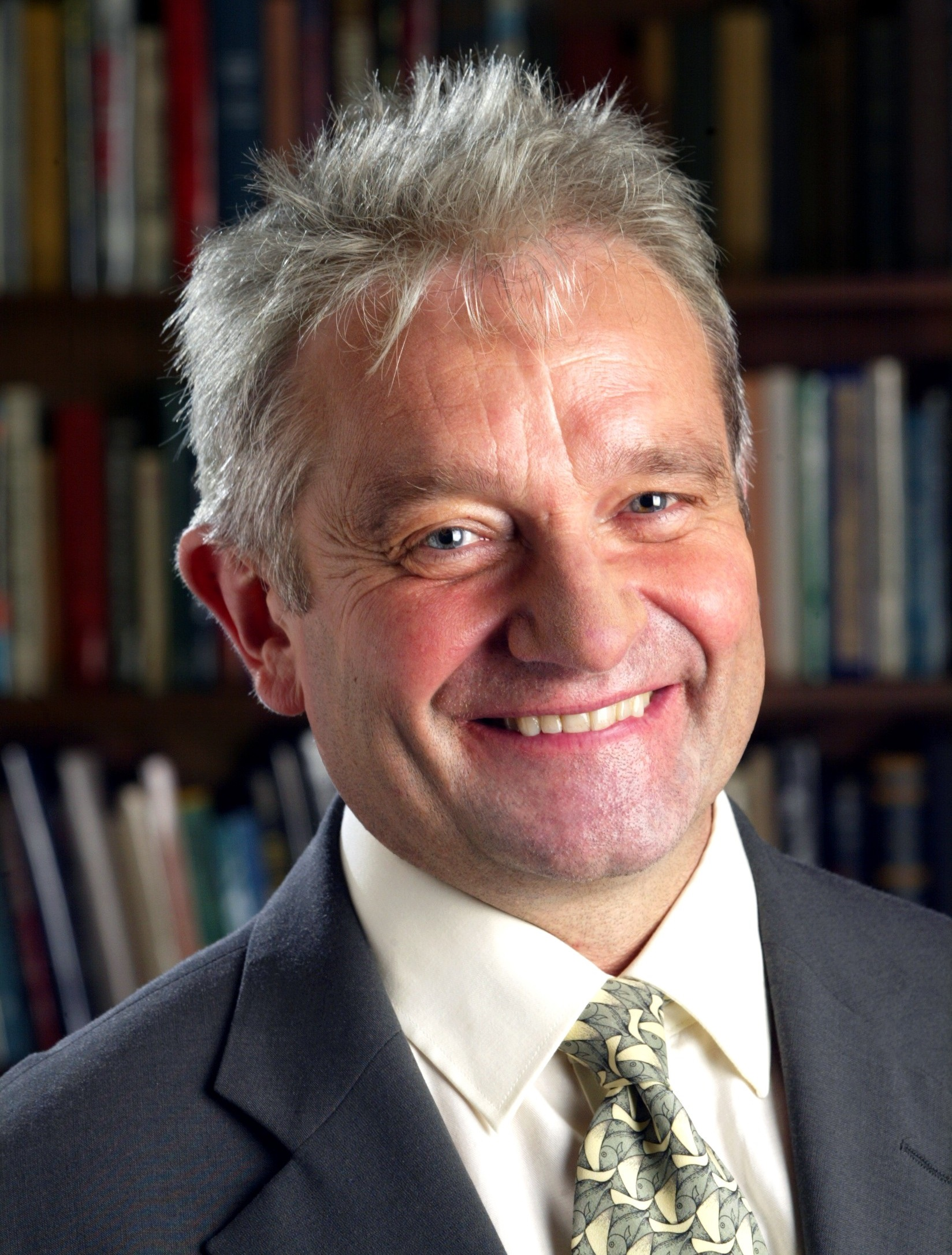
Paul Nurse (* 1949)

- 1949: Paul Nurse, britischer Biochemiker, Genetiker und Zellbiologe, Nobelpreisträger
- 1950: Jean-Marc Ayrault, französischer Politiker, Bürgermeister, Abgeordneter der Nationalversammlung, Premierminister

#### 1951–1976
- 1951: Hans-Jürgen Dörner, deutscher Fußballspieler und -trainer
- 1951: Mamadou Sakho, senegalesischer Ringer
- 1951: Bill Viola, US-amerikanischer Video- und Installationskünstler
- 1952: Malan Marnersdóttir, erste feministische färöische Literaturwissenschaftlerin
- 1953: Jutta Kaddatz, deutsche Kommunalpolitikerin
- 1954: Klaus Amrath, deutscher Fußballspieler
- 1954: Ricardo Bochini, argentinischer Fußballspieler
- 1954: David Grossman, israelischer Schriftsteller
- 1954: Christiane Sadlo, deutsche Drehbuchautorin, Dramaturgin und Journalistin
- 1954: Jan Sandström, schwedischer Musiker, Komponist und Musikpädagoge
- 1955: Rick Adduono, kanadischer Eishockeyspieler und -trainer
- 1955: Olivier Assayas, französischer Regisseur und Drehbuchautor

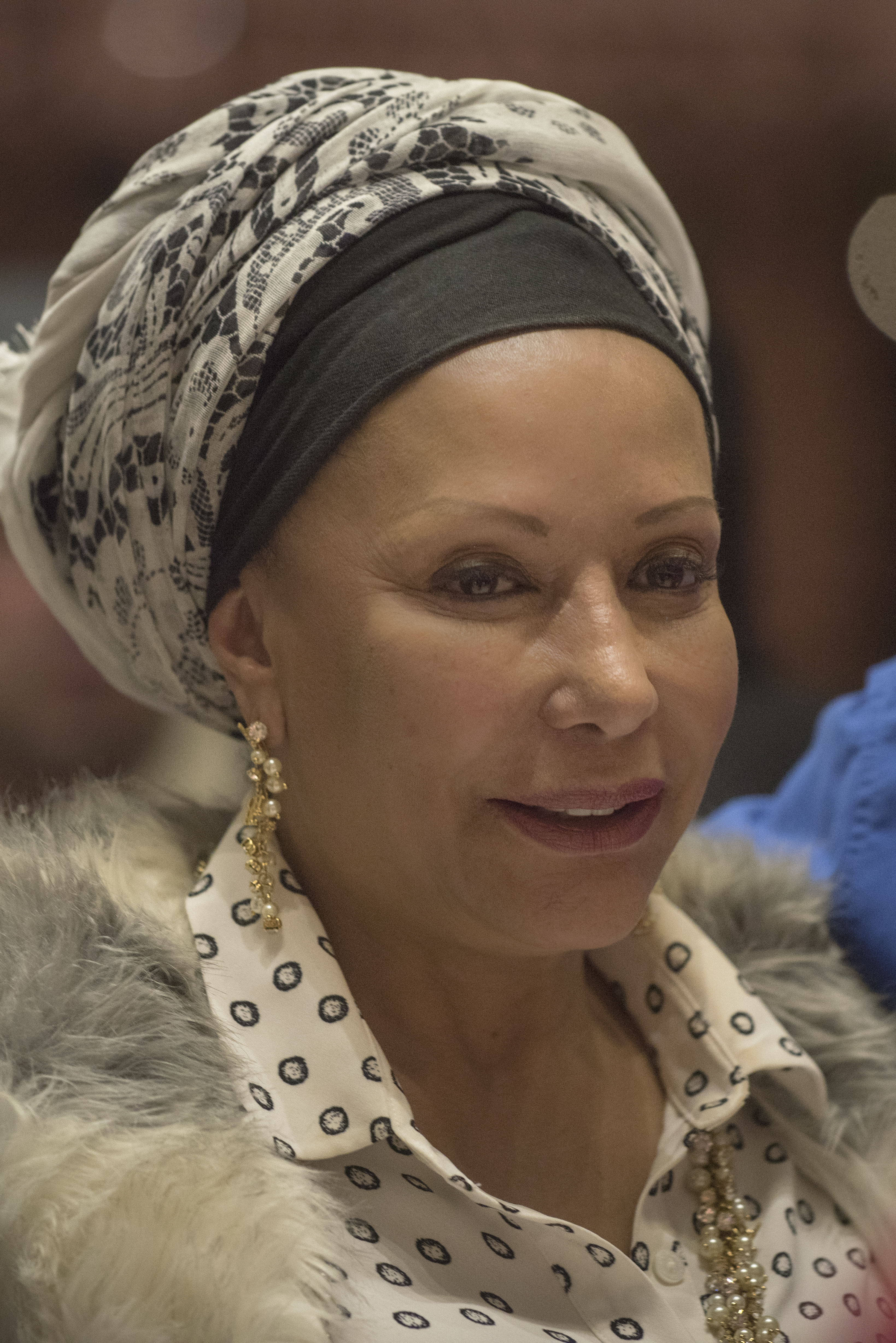
Piedad Córdoba (* 1955)

- 1955: Piedad Córdoba, kolumbianische Rechtsanwältin und Politikerin
- 1955: Petra Gerster, deutsche Fernsehjournalistin und Moderatorin
- 1955: Tōru Iwatani, japanischer Videospiel-Entwickler
- 1955: Irina Jurewitsch, sowjetische bzw. russische Schauspielerin
- 1955: Max Krott, österreichischer Forstwissenschaftler und Politologe
- 1955: Jürgen Renfordt, deutscher Schlagersänger
- 1956: Johnny Cecotto, venezolanischer Rennfahrer
- 1956: Piergiuseppe Perazzini, italienischer Automobilrennfahrer
- 1957: Luis Garavito, kolumbianischer Serienmörder
- 1958: Eric Abetz, australischer Politiker deutscher Abstammung
- 1958: Alessandro Baricco, italienischer Schriftsteller
- 1958: Franz Baur, österreichischer Komponist

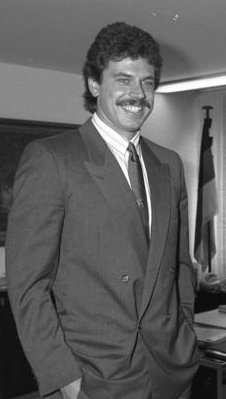
Jürgen Hingsen (* 1958)

- 1958: Jürgen Hingsen, deutscher Leichtathlet, Olympiamedaillengewinner
- 1958: Paulus Manker, österreichischer Schauspieler und Regisseur
- 1958: Dinah Manoff, US-amerikanische Schauspielerin
- 1958: Kidane Yebio, eritreischer Geistlicher, Bischof von Keren
- 1959: Mark Duper, US-amerikanischer American-Football-Spieler
- 1959: Radomír Ištvan, tschechischer Komponist und Musikpädagoge
- 1959: Toni Servillo, italienischer Schauspieler und Theaterregisseur
- 1960: Bettina Dziggel, lesbische Aktivistin aus Deutschland
- 1960: Hansjörg Thurn, deutscher Regisseur und Drehbuchautor
- 1961: Miguel M. Abrahão, brasilianischer Schriftsteller, Historiker und Dramatiker
- 1962: Gary Ray Bowles, US-amerikanischer Serienmörder
- 1962: Chris Chelios, US-amerikanischer Eishockeyspieler
- 1962: Georges Grün, belgischer Fußballspieler
- 1962: Bruno Martini, französischer Fußballspieler
- 1964: Billy Andrade, US-amerikanischer Golfspieler
- 1966: Mahmut Calışkan, türkischer Fußballspieler
- 1966: Patrik Liljestrand, schwedischer Handballspieler und -trainer
- 1967: Wawau Adler, deutscher Jazzgitarrist
- 1967: Nicole Uphoff, deutsche Dressurreiterin, mehrfache Olympiasiegerin und Weltmeisterin
- 1967: Stephan Winkler, deutscher Komponist und Dirigent
- 1968: Inga Busch, deutsche Schauspielerin und Sängerin
- 1968: Matthias Wahls, deutscher Schachspieler
- 1969: Tanja Brakensiek, deutsche Politikerin, MdL
- 1970: Rune Djurhuus, norwegischer Schachspieler, Großmeister

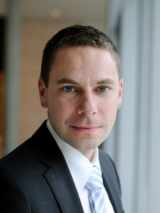
Daniel Volk (* 1970)

- 1970: Daniel Volk, deutscher Politiker, MdB
- 1971: Brett Aitken, australischer Bahn- und Straßenradrennfahrer
- 1971: Luca Badoer, italienischer Automobilrennfahrer
- 1971: Torsten Friedrich, deutscher Handballspieler
- 1971: Jaques Lazier, US-amerikanischer Automobilrennfahrer
- 1971: Pooh-Man, US-amerikanischer Rapper
- 1972: Pauli Jaks, Schweizer Eishockeyspieler
- 1972: Silke Rottenberg, deutsche Fußballspielerin
- 1972: Mauro Tuena, Schweizer Politiker
- 1974: Adam Bousdoukos, deutscher Schauspieler
- 1974: Robert Budreau, kanadischer Produzent, Regisseur und Drehbuchautor
- 1974: Claudelle Deckert, deutsche Schauspielerin und Model
- 1974: Marek Mastič, slowakischer Eishockeyspieler

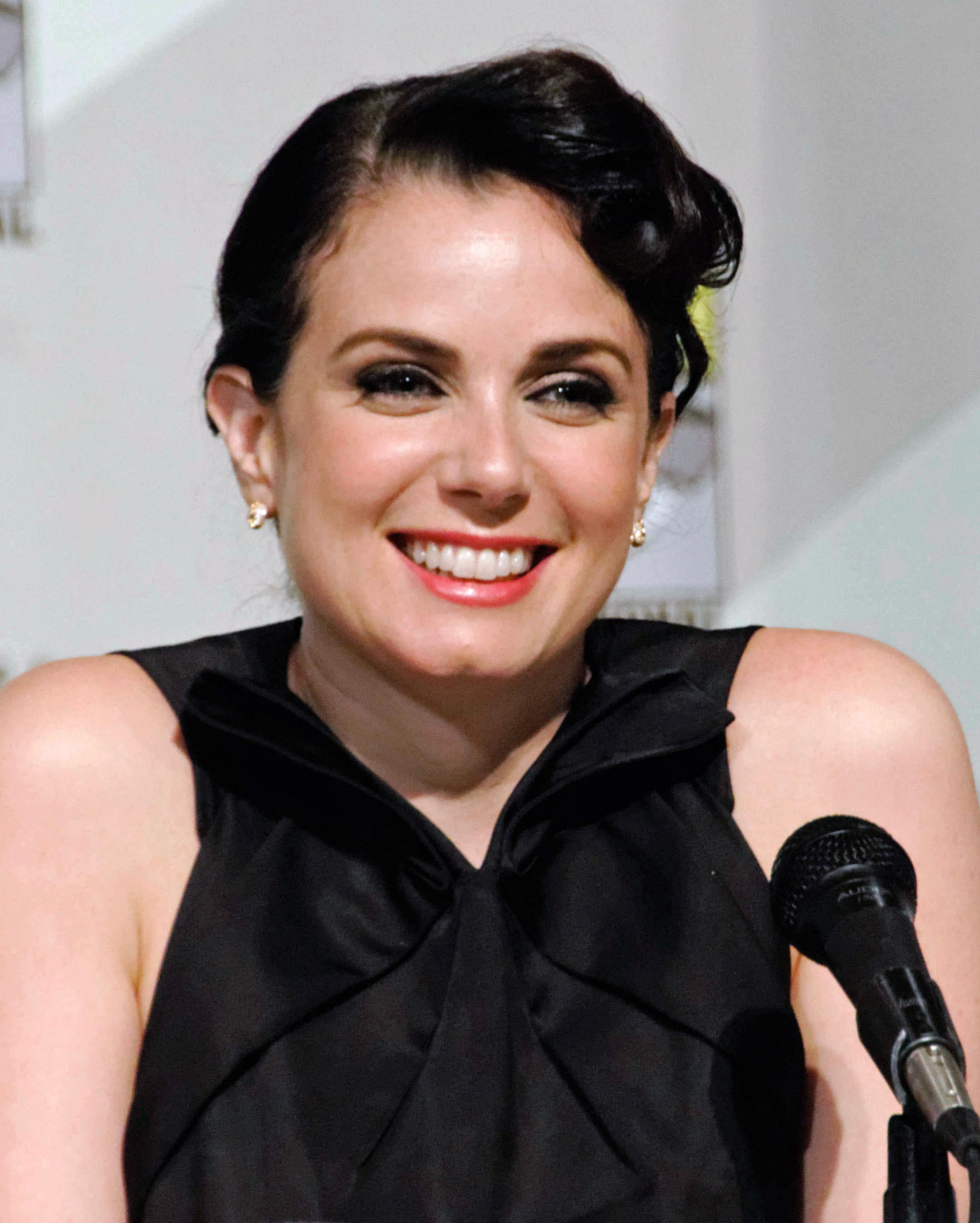
Mia Kirshner (* 1975)

- 1975: Mia Kirshner, kanadische Schauspielerin
- 1975: Martin Laciga, Schweizer Beachvolleyballspieler
- 1975: Markus Schroth, deutscher Fußballspieler

#### 1976–2000
- 1976: Mário Haberfeld, brasilianischer Rennfahrer
- 1976: Mario Torriani, Schweizer Journalist
- 1977: Tom Aage Aarnes, norwegischer Skispringer
- 1977: Lidia Chojecka, polnische Leichtathletin
- 1977: Luke Roberts, australischer Radrennfahrer
- 1978: Denis Nikolajewitsch Menschow, russischer Radrennfahrer
- 1978: Charlène von Monaco, südafrikanische Schwimmerin und Fürstin von Monaco

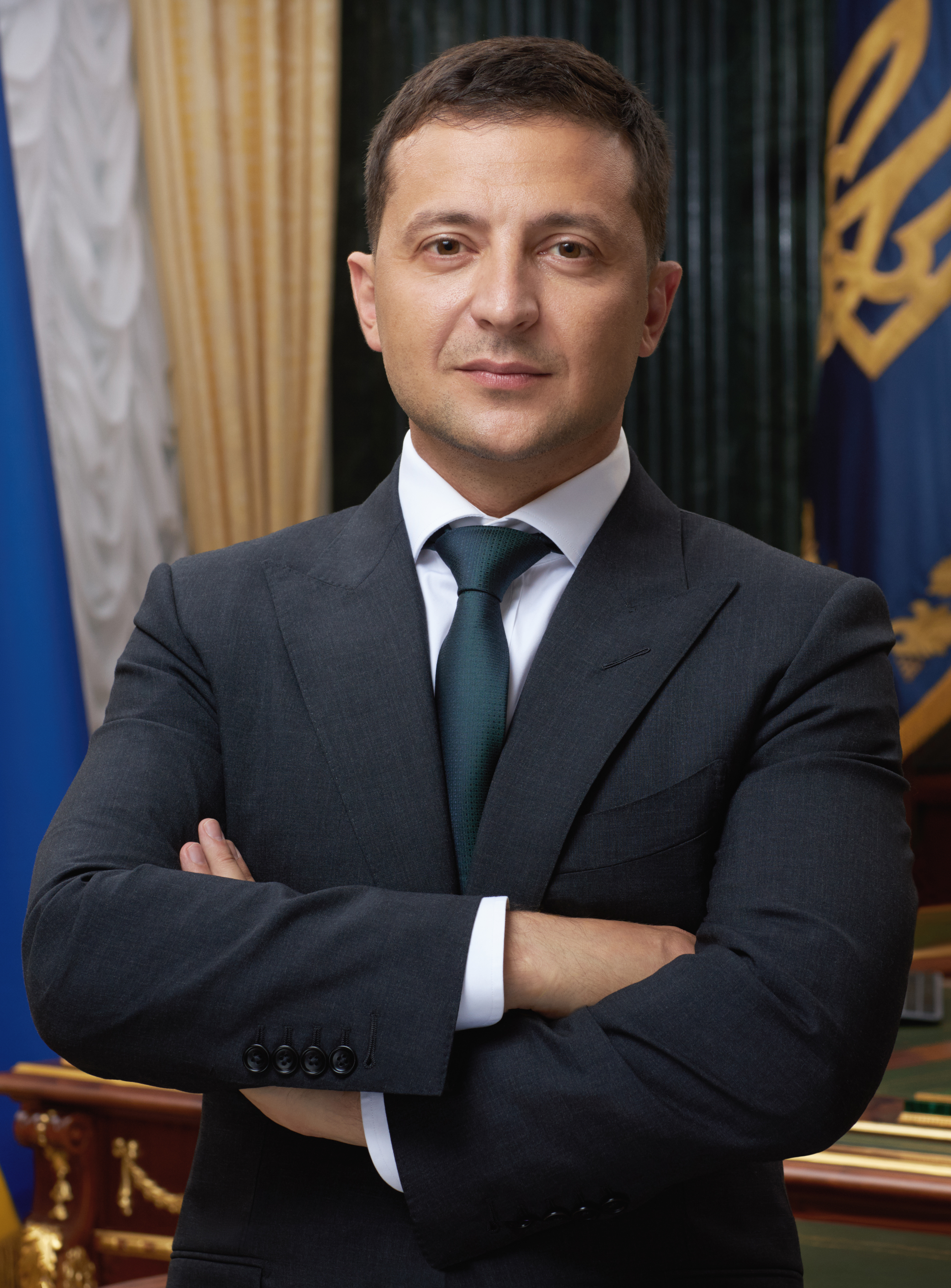
Wolodymyr Selenskyj (* 1978)

- 1978: Wolodymyr Selenskyj, ukrainischer Präsident und Schauspieler
- 1979: Kasime Adilo, äthiopischer Marathonläufer
- 1979: Christine Lakin, US-amerikanische Schauspielerin
- 1979: Jonathan Rivera Vieco, spanischer Handballspieler
- 1980: Paulo Assunção, brasilianischer Fußballspieler
- 1980: Anna König, deutsche Schauspielerin
- 1980: Michelle McCool, US-amerikanische Wrestlerin
- 1980: Christian Olsson, schwedischer Leichtathlet

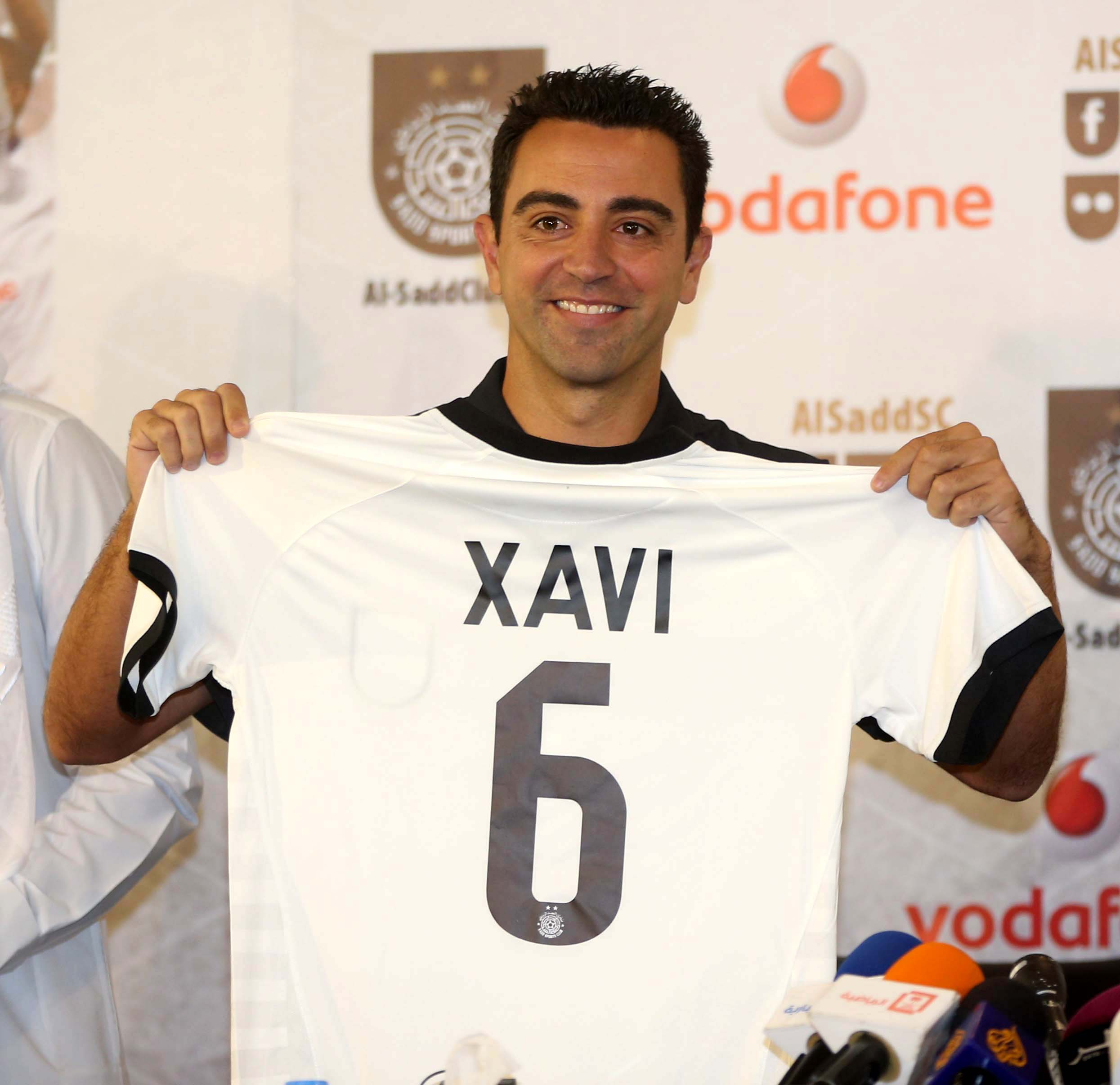
Xavi (* 1980)

- 1980: Xavi, spanischer Fußballspieler
- 1981: Charlie Bewley, britischer Schauspieler
- 1981: Alicia Keys, US-amerikanische Pop- und Soulsängerin
- 1981: Clara Morgane, französisches Model und Schauspielerin
- 1981: Toše Proeski, mazedonischer Sänger
- 1981: Bianca Rech, deutsche Fußballspielerin
- 1982: Peter van Agtmaal, niederländischer Radrennfahrer
- 1982: Alejandro Argüello, mexikanischer Fußballspieler
- 1982: Ömür Arpacı, türkischer Schauspieler
- 1982: Dan Atherton, britischer Mountainbikerennfahrer
- 1982: Bennet Wiegert, deutscher Handballspieler
- 1982: Noemi, italienische Sängerin
- 1983: Sarah Günther-Werlein, deutsche Fußballspielerin
- 1983: Moritz Hellfritzsch, deutscher Regisseur und Autor
- 1983: Josh Powell, US-amerikanischer Basketballspieler
- 1984: Stefan Kießling, deutscher Fußballspieler
- 1984: Simon W. Kristiansen, dänischer Handballspieler

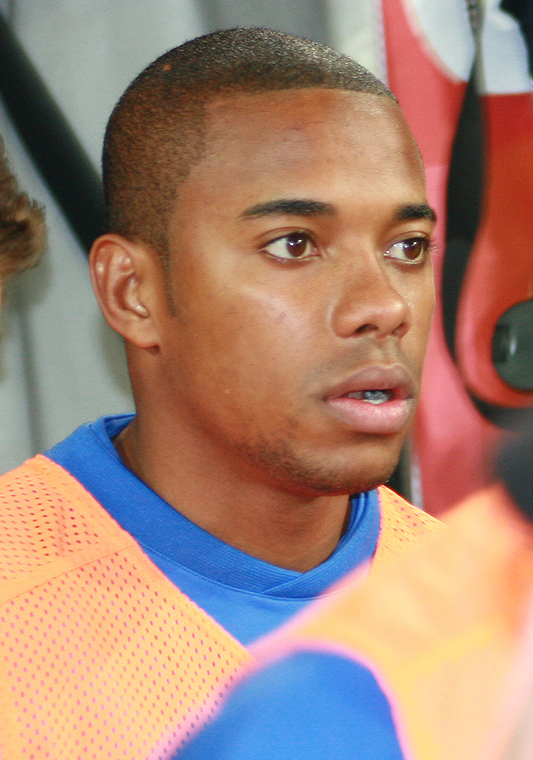
Robinho (* 1984)

- 1984: Robinho, brasilianischer Fußballspieler
- 1985: Martin Arlofelt, dänischer Fußballspieler
- 1985: Tina Karol, ukrainische Sängerin
- 1985: Paul Thomik, deutscher Fußballspieler
- 1985: Marco Parolo, italienischer Fußballspieler
- 1986: Sumi Hwang, südkoreanische Opernsängerin
- 1987: Hafsia Herzi, französische Schauspielerin
- 1987: Marija Jurjewna Kirilenko, russische Tennisspielerin
- 1987: Daniel Larsson, schwedischer Fußballspieler
- 1988: Diego Arismendik, uruguayischer Fußballspieler
- 1988: Tatiana Golovin, französische Tennisspielerin
- 1989: Mihai Marinescu, rumänischer Automobilrennfahrer
- 1989: Dominik Weiß, deutscher Handballspieler
- 1990: Marco Königs, deutscher Fußballspieler
- 1990: Nils Langer, deutscher Tennisspieler
- 1990: Fábio Silvestre, portugiesischer Radrennfahrer

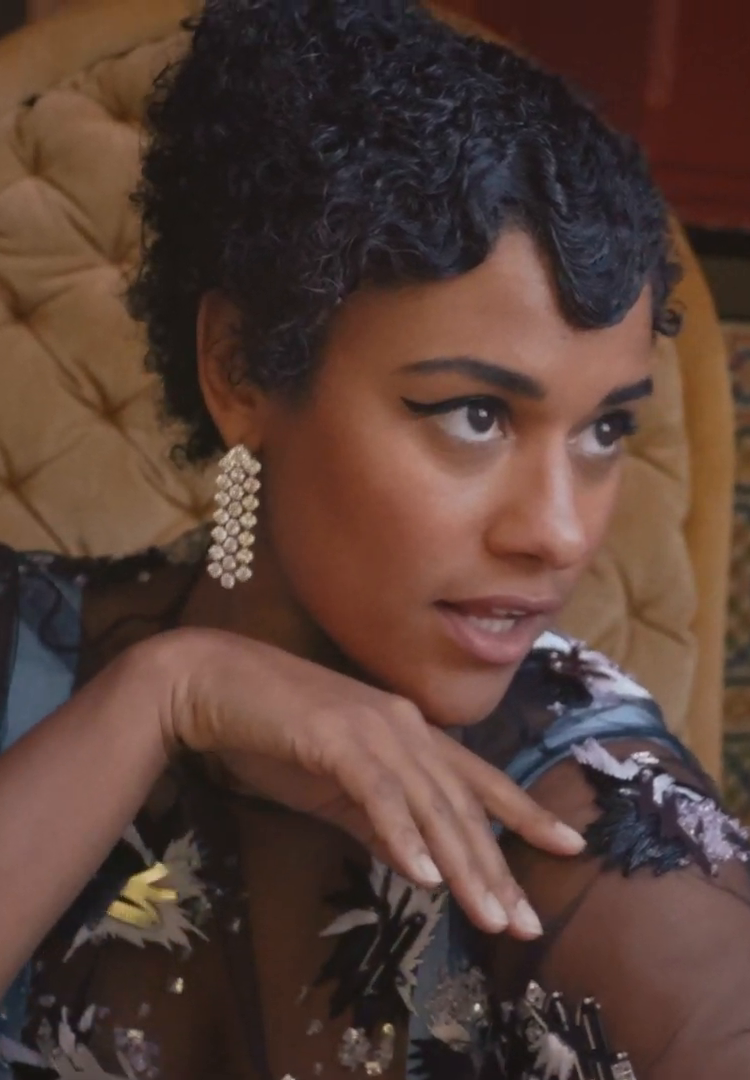
Ariana DeBose (* 1991)

- 1991: Ariana DeBose, US-amerikanische Filmschauspielerin und Musicaldarstellerin
- 1991: Svenja Huth, deutsche Fußballspielerin
- 1991: Nigel Melker, niederländischer Rennfahrer
- 1991: Rupert Simonian, britischer Schauspieler
- 1992: Brandon Linder, US-amerikanischer Footballspieler
- 1992: Ivana Rudelić, deutsche Fußballspielerin
- 1993: Amel Majri, tunesische Fußballspielerin
- 1993: Pawel Sergejewitsch Mogilewez, russischer Fußballspieler
- 1995: Andreas Mayer, deutscher Politiker
- 1996: Jort van der Sande, niederländisch-bonairischer Fußballspieler
- 1997: Philip Kim, kanadischer Breaker
- 1998: Kilian Jakob, deutscher Fußballspieler
- 1998: Riuler de Oliveira Faustino, brasilianischer Fußballspieler
- 1999: Bujantogtochyn Sumjaa, mongolische Eisschnellläuferin
- 2000: Ji'Ayir Brown, US-amerikanischer American-Football-Spieler
- 2000: Remco Evenepoel, belgischer Radrennfahrer
- 2000: Rio Waida, indonesischer Surfer

### 21. Jahrhundert
- 2001: Simon Asta, deutscher Fußballspieler
- 2001: Cassidy Gray, kanadische Skirennläuferin
- 2002: Lil Mosey, US-amerikanischer Rapper
- 2002: Lin Pin-chun, taiwanesische Handballspielerin
- 2003: Louis Köster, deutscher Fußballspieler
- 2003: Céleste Mordenti, luxemburgische Turnerin
- 2003: Nikita Quapp, deutscher Eishockeytorwart
- 2004: Raul Paula, deutsch-portugiesischer Fußballspieler
- 2005: Julian Rijkhoff, niederländischer Fußballspieler
- 2007: Henry Bernet, Schweizer Tennisspieler

## Gestorben

### Vor dem 16. Jahrhundert
- 0390: Gregor von Nazianz, Bischof und Kirchenlehrer
- 0477: Geiserich, König der Vandalen
- 0750: Ibrāhīm ibn al-Walīd, Kalif der Umayyaden
- 0844: Gregor IV., Papst
- 1003: Lothar, Graf von Walbeck und Markgraf der Nordmark
- 1004: Giselher, Bischof von Merseburg und Erzbischof von Magdeburg
- 1048: Poppo von Stablo, heiliggesprochener Abt von 17 Abteien
- 1067: Song Yingzong, Kaiser der Song-Dynastie in China
- 1138: Anaklet II., Gegenpapst zu Papst Innozenz II.
- 1139: Gottfried VI., Herzog von Niederlothringen
- 1273: Odo von Châteauroux, französischer Theologe und Kardinalbischof von Frascati
- 1290: Heinrich II., Graf von Hoya
- 1333: Elisabeth von Maltitz, deutsche Adelige
- 1338: Hermann Morneweg, Lübecker Bürgermeister
- 1350: Alvarus Pelagius, galicischer Franziskaner und Theologe, Bischof von Silves
- 1355: John de Cobham, englischer Adeliger und Politiker
- 1366: Heinrich Seuse, deutscher mittelalterlicher Mystiker
- 1389: Simon von Sternberg, Fürstbischof von Paderborn
- 1397: Ruprecht Pipan, Kurprinz von der Pfalz
- 1413: Maud Ufford, englische Adelige
- 1431: Karl II., der Kühne, Herzog von Lothringen
- 1457: Heinrich IV. von Rosenberg böhmischer Adliger, Landeshauptmann in Schlesien
- 1494: Ferdinand I., König von Neapel
- 1497: Katharina, Erbherzogin von Geldern

### 16. bis 18. Jahrhundert
- 1508: Heinrich III. von Schauenburg, Bischof von Minden
- 1534: Magdalene von Sachsen, Kurprinzessin von Brandenburg

Christian II. († 1559)

- 1559: Christian II., König von Dänemark
- 1568: Kilian Goldstein, deutscher Jurist
- 1570: Philibert Babou de La Bourdaisière, französischer Kardinal
- 1578: Mihrimah Sultan, osmanische Prinzissin, Tochter von Süleyman I.
- 1580: Willibald Imhoff, Nürnberger Patrizier, Kunstsammler, Kaufmann und Bankier
- 1583: Johannes Pistorius der Ältere (Niddanus), hessischer Reformator und Superintendent
- 1586: Lucas Cranach der Jüngere, deutscher Maler und Graphiker
- 1587: Georg von Kuenburg, Erzbischof von Salzburg
- 1591: Alexius Payos, italienischer Steinmetzmeister und Bildhauer
- 1622: Karl Filip von Schweden, Herzog von Södermanland
- 1632: Maria Andreae, deutsche Arznei- und Heilkundige
- 1640: Robert Burton, englischer Schriftsteller und anglikanischer Geistlicher
- 1644: Hermann Georg von Neuhof, Fürstabt von Fulda
- 1664: Reinhold Franckenberger, deutscher Historiker
- 1665: Adriaan Clant, niederländischer Diplomat
- 1669: Michael Lechleitner, Tiroler Bildhauer
- 1670: Nikolaus II., Herzog von Lothringen
- 1671: Heinrich X. Reuß zu Lobenstein, deutscher Adliger und Rektor der Universität Leipzig
- 1678: Joan Maetsuycker, Generalgouverneur von Niederländisch-Indien
- 1697: Jakob Breyne, Danziger Kaufmann und Botaniker
- 1707: John Cutts of Gowran, englischer Generalleutnant und Politiker
- 1721: Robert Challe, französischer Reisender und Schriftsteller
- 1722: Joachim Friedrich, Herzog von Schleswig-Holstein-Sonderburg-Plön
- 1726: Guillaume Delisle, französischer Kartograf
- 1740: Geminiano Giacomelli, italienischer Komponist und Gesangslehrer
- 1741: Maria Karolina von Österreich, österreichische Prinzessin
- 1742: Edmond Halley, britischer Astronom, Mathematiker, Kartograph, Geophysiker und Meteorologe
- 1747: Juan Antonio de Vizarrón y Eguiarreta, spanischer Bischof und Kolonialverwalter, Vizekönig von Neuspanien
- 1755: Filippo Argelati, italienischer Gelehrter und Herausgeber
- 1756: Christian Vater, deutscher Orgelbauer
- 1757: Ottavio Piccolomini, Herzog von Amalfi, kaiserlicher General, Reichsfürst und Grundherr der ostböhmischen Herrschaft Nachod
- 1760: Johanna Magdalena von Sachsen-Weißenfels, Herzogin von Kurland
- 1775: Georg Friedrich Schmidt, deutscher Kupferstecher, Radierer und Maler
- 1784: Johann Kaspar Arletius, deutscher Pädagoge und Universalgelehrter
- 1794: Georg Marcus Stein, deutscher Orgelbauer
- 1797: Franz Anton Hillebrandt, österreichischer Architekt
- 1799: Georg Heinrich Sieveking, Hamburger Unternehmer und Aufklärer

### 19. Jahrhundert
- 1811: Therese Louise Friederike Wolfhagen, deutsche Malerin
- 1814: Ludwig Friedrich von Domhardt, preußischer Beamter
- 1821: Maciej Kamieński, polnischer Komponist
- 1823: Johann Heinrich Bleuler, Schweizer Maler und Kupferstecher
- 1829: Conrad Wilhelm Kambli, Schweizer evangelischer Geistlicher
- 1831: Ernst August Friedrich Klingemann, deutscher Schriftsteller der Romantik
- 1837: Georg Wilhelm Sigismund Beigel, deutscher Diplomat, Bibliothekar, Naturforscher und Mathematiker
- 1842: Bernhard Christoph Faust, deutscher Arzt, Begründer der Sonnenbaulehre
- 1844: Jean-Baptiste Drouet d’Erlon, französischer General und Marschall von Frankreich
- 1845: Ignatia Jorth, katholische Ordensgründerin
- 1847: Ulrich Friedrich Hausmann, deutscher Tiermediziner
- 1849: Elias Parish Alvars, britischer Harfenist und Komponist

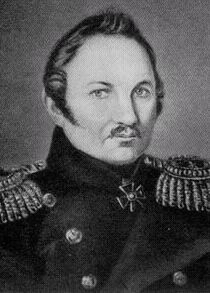
Fabian Gottlieb von Bellingshausen († 1852)

- 1852: Fabian Gottlieb von Bellingshausen, russischer Seefahrer und Offizier
- 1854: Jan Georg Bertelmann, niederländischer Komponist
- 1855: Dorothy Wordsworth, britische Poetin und Tagebuchautorin
- 1857: Andrew Stevenson, US-amerikanischer Politiker, Sprecher des Repräsentantenhauses
- 1865: Karl Henrik Anckarswärd, schwedischer Oberst und Politiker
- 1865: Peter Karl Thurwieser, österreichischer Meteorologe, Alpinist und Theologe
- 1866: Minna Wagner, deutsche Schauspielerin und erste Ehefrau Richard Wagners
- 1870: Achille-Léon-Victor de Broglie, französischer Staatsmann und Diplomat
- 1871: Thomas Garrett, US-amerikanischer Abolitionist
- 1871: Wilhelm Weitling, deutscher Frühsozialist
- 1872: Richard Stoddert Ewell, US-amerikanischer Offizier, General der Konföderierten-Armee im Amerikanischen Bürgerkrieg
- 1881: Sophie von Hatzfeldt, deutsche Sozialistin und Lebensgefährtin Ferdinand Lassalles
- 1884: Johann Gottfried Piefke, deutscher Militärmusiker und Komponist
- 1885: Carl Eduard Abendroth, Hamburger Kaufmann und Mitglied der Hamburgischen Bürgerschaft
- 1885: Alois Emanuel Biedermann, reformierter Theologe aus der Schweiz
- 1887: Johannes Carl, deutscher evangelischer Theologe, Konsistorialrat und Dichter
- 1890: Pieter de Jong, niederländischer Orientalist
- 1895: Magdalena Behrendt-Brandt, österreichische Opernsängerin (Sopran)
- 1899: Adolphe d’Ennery, französischer Schriftsteller

### 20. Jahrhundert

#### 1901–1950

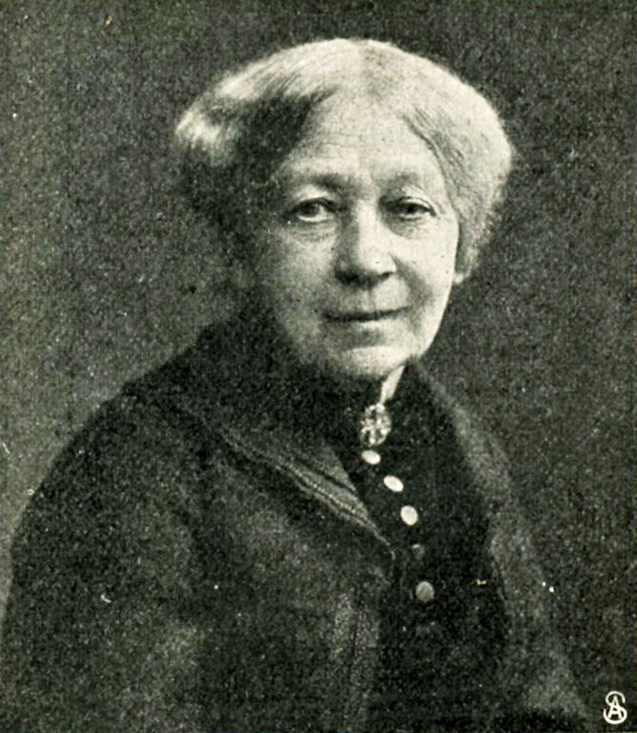
Rosa von Milde († 1906)

- 1906: Rosa von Milde, deutsche Sängerin und Gesangspädagogin
- 1907: René Pottier, französischer Radrennfahrer

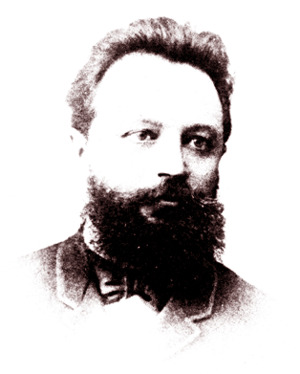
Michail Tschigorin († 1908)

- 1908: Michail Iwanowitsch Tschigorin, russischer Schachspieler
- 1909: Charles-Eugène Galiber, französischer Marineoffizier und Politiker
- 1912: Karl Junker, deutscher Maler, Bildhauer und Architekt
- 1916: Ferenc Szoldatits, ungarischer Maler
- 1921: Johann Heinrich Schmedding, deutscher Architekt und Altertumsforscher
- 1922: William Goldman, US-amerikanischer Fotograf
- 1925: Anton Griessen, Schweizer Anhänger der Antonianer, Fachhistoriker und Biograph
- 1926: Wilhelm Autenrieth, deutscher Pharmazeut
- 1927: William E. Cameron, US-amerikanischer Politiker
- 1933: Honoré Vaillancourt, kanadischer Sänger (Bariton)
- 1935: Walerian Wladimirowitsch Kuibyschew, sowjetischer Politiker
- 1936: Edmond Aman-Jean, französischer Maler
- 1936: Titus Maria Horten, deutscher Dominikaner und katholischer Priester, Opfer des Nationalsozialismus
- 1937: Harold Samuel, englischer Pianist und Komponist
- 1938: William Slavens McNutt, US-amerikanischer Drehbuchautor und Schriftsteller
- 1942: Yamamura Kōka, japanischer Maler der Taishō- und frühen Shōwa-Zeit
- 1944: Monzō Akiyama, japanischer Konteradmiral
- 1946: Martin Möbius, deutscher Botaniker

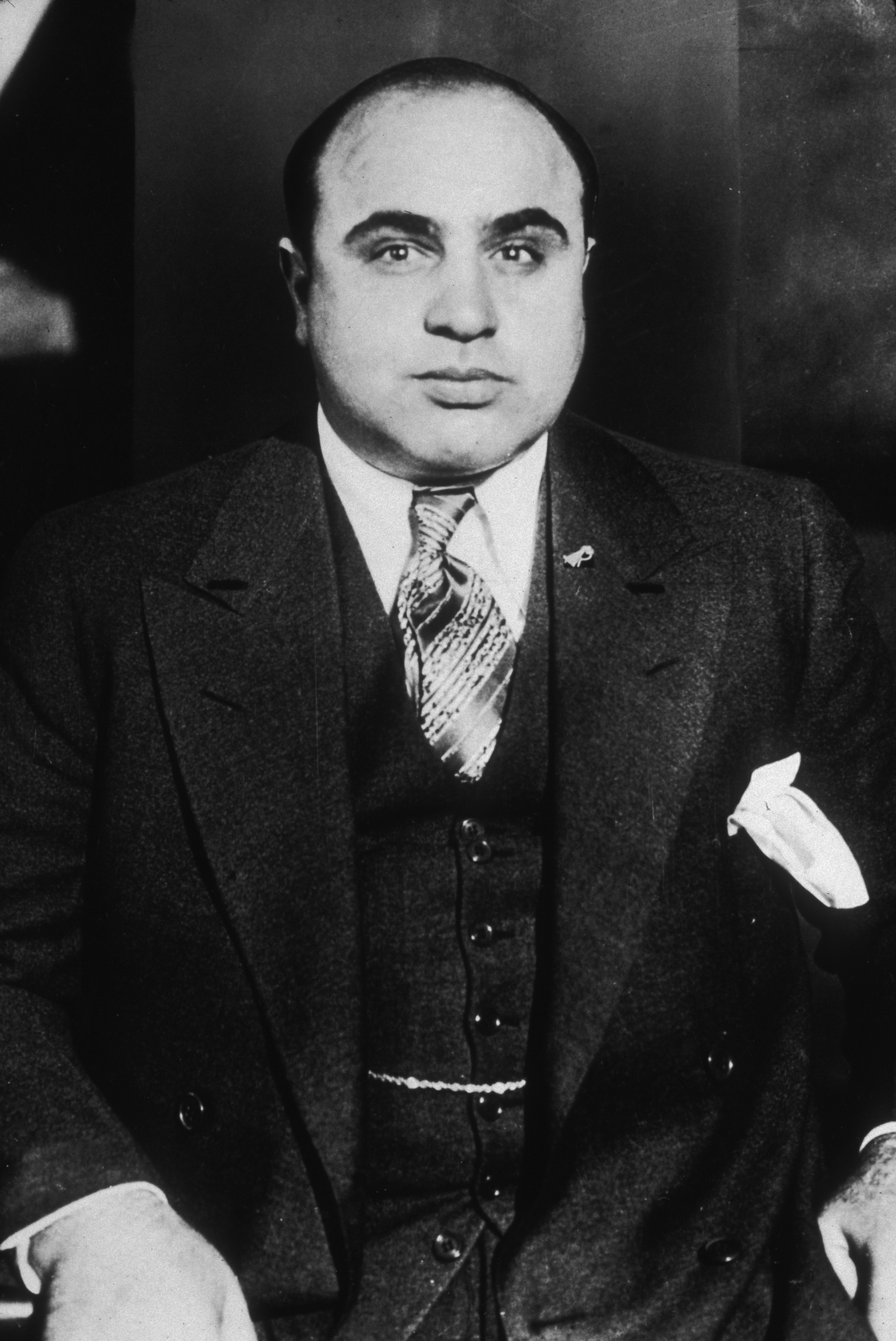
Al Capone († 1947)

- 1947: Al Capone, US-amerikanischer Verbrecher und Gangsterboss
- 1949: Emil Axman, tschechischer Musikwissenschaftler und Komponist

#### 1951–1975
- 1952: Sveinn Björnsson, isländischer Staatspräsident
- 1955: Maria Marc, deutsche Malerin
- 1959: Rudolf Kägi, Schweizer Lehrer, Heimatforscher und Schriftsteller
- 1959ː Josefine Welsch, österreichische Politikerin (SDAP)
- 1960: Ilse Arlt, österreichische Sozialarbeiterin
- 1960: Ernst Gehrcke, deutscher Physiker
- 1960: Beno Gutenberg, deutscher Seismologe
- 1963: Robert Leibbrand, deutscher Politiker, MdB
- 1963: Marion Sunshine, US-amerikanische Schauspielerin, Songwriterin und Komponistin
- 1968: Richard Eaton, kanadischer Chorleiter, Organist und Komponist
- 1968: Virginia Maskell, britische Schauspielerin
- 1970: Jane Bathori, französische Sängerin
- 1971ː Loffo Camara, guineische Politikerin
- 1972: Sophia Antoniadis, griechische Neogräzistin
- 1972: Erhard Milch, deutscher Generalfeldmarschall, Generalinspekteur der Luftwaffe, Generalluftzeugmeister, Kriegsverbrecher
- 1973: Elinor Hubert, deutsche Politikerin, MdB
- 1975: Yvonne Georgi, deutsche Ballett-Tänzerin und Choreographin

#### 1976–2000
- 1976: Erwin Schoettle, deutscher Politiker, MdB, Widerstandskämpfer gegen den Nationalsozialismus
- 1977: Wladimir Borissowitsch Berestezki, russischer theoretischer Physiker
- 1981: Adele Astaire, US-amerikanische Tänzerin und Entertainerin
- 1983: Fritz Fremersdorf, deutscher Provinzialrömischer Archäologe, Bodendenkmalpfleger und Museumsdirektor
- 1986: Ernst Schnabel, deutscher Schriftsteller und Pionier des Radio-Features
- 1987: Emil Hlobil, tschechischer Komponist und Musikpädagoge
- 1989: Hlib Taranow, ukrainischer Komponist und Hochschullehrer
- 1990: Ava Gardner, US-amerikanische Schauspielerin
- 1991: Kurahara Korehito, japanischer Literaturkritiker
- 1991: Clément-Auguste Martin, französischer Autorennfahrer
- 1991: Frank Soo, englischer Fußballspieler chinesischer Abstammung
- 1992: Raban Adelmann, deutscher Politiker und Weingutsinhaber, MdB
- 1993: Martin Lohmann, deutscher Wirtschaftswissenschaftler
- 1993: Liselotte von Rantzau-Essberger, deutsche Reederin
- 1995: Fritz Dorls, deutscher Politiker, MdB, MdL der verbotenen SRP

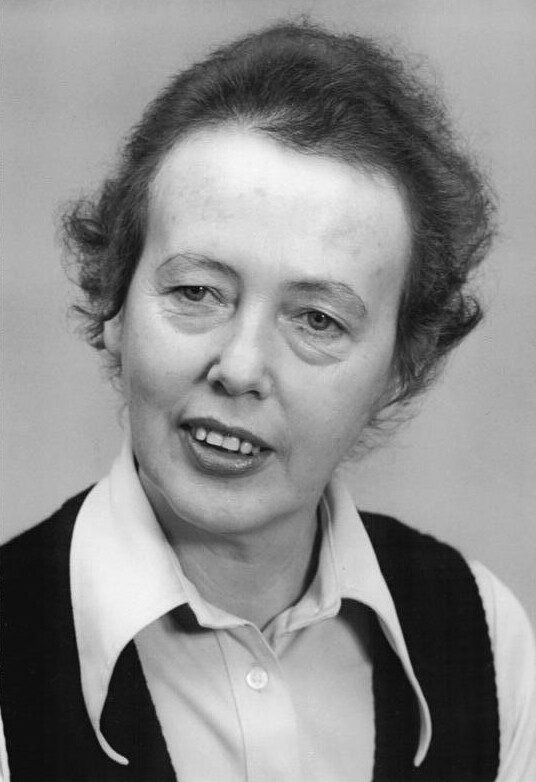
Ruth Berghaus-Dessau († 1996)

- 1996: Ruth Berghaus, deutsche Choreografin, Opern- und Theaterregisseurin
- 1996: Antonio Buenaventura, philippinischer Komponist
- 1997: Werner Aspenström, schwedischer Lyriker und Essayist
- 1997: Elisabeth Rögner-Seeck, deutsche Malerin, Kinderbuchautorin und Kunsterzieherin
- 1998: Peter Aschenbrenner, österreichischer Bergsteiger und Pionier
- 1998: Maurice Beerblock, belgischer Schauspieler und Regisseur
- 1998: Attila Zoller, ungarischer Jazzgitarrist
- 1999: Bill Crofut, US-amerikanischer Banjospieler und Folksänger
- 1999: John Hibbett DeWitt, US-amerikanischer Elektroingenieur
- 1999: Rudi Glöckner, deutscher Fußballschiedsrichter
- 1999: Élie Kagan, französischer Fotoreporter
- 2000: Simeon Pironkow, bulgarischer Komponist

### 21. Jahrhundert
- 2003: Pierre Hémard, französischer Autorennfahrer

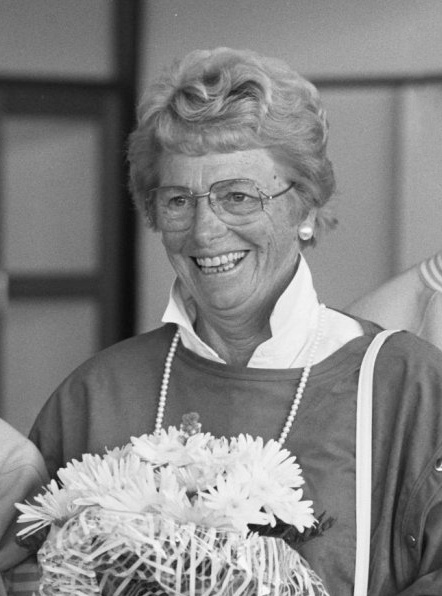
Fanny Blankers-Koen († 2004)

- 2004: Fanny Blankers-Koen, niederländische Leichtathletin, Olympiasiegerin
- 2004: Miklós Fehér, ungarischer Fußballspieler
- 2005: Philip Johnson, US-amerikanischer Architekt
- 2005: Ray Peterson, US-amerikanischer Rock-’n’-Roll-Sänger
- 2005: Max Velthuijs, niederländischer Autor und Zeichner
- 2005: Nettie Witziers-Timmer, niederländische Leichtathletin, Olympiasiegerin
- 2005: Dieter Zehentmayr, österreichischer Karikaturist
- 2006: Luther Green, US-amerikanischer Basketballspieler
- 2006: Moss Mabry, US-amerikanischer Kostümbildner
- 2006: Anna Malle, US-amerikanische Schauspielerin
- 2006: Leopold Prinz zu Schaumburg-Lippe, deutscher Maschinenbauingenieur und Eisenbahner
- 2006: Sudharmono, indonesischer Politiker
- 2006: Allan Temko, US-amerikanischer Architekturkritiker und Journalist, Pulitzer-Preisträger
- 2007: Heidrun Hesse, deutsche Philosophin
- 2007: Ken Kavanaugh, US-amerikanischer American-Football-Spieler und -Trainer
- 2008: Reinhard Aschenbrenner, deutscher Internist
- 2008: Andreas Hönisch, deutscher Geistlicher und Ordensgründer
- 2008: Helmut Meyer-Abich, deutscher Marineoffizier und Geologe
- 2009: Tony Curiel, dominikanischer Opernsänger (Bariton)
- 2009: Helmut Kahlert, deutscher Sozialwissenschaftler und Uhrenhistoriker
- 2009: Hans W. Kopp, Schweizer Rechtsanwalt und Medienexperte
- 2009: Kim Manners, US-amerikanischer Fernsehproduzent und Regisseur

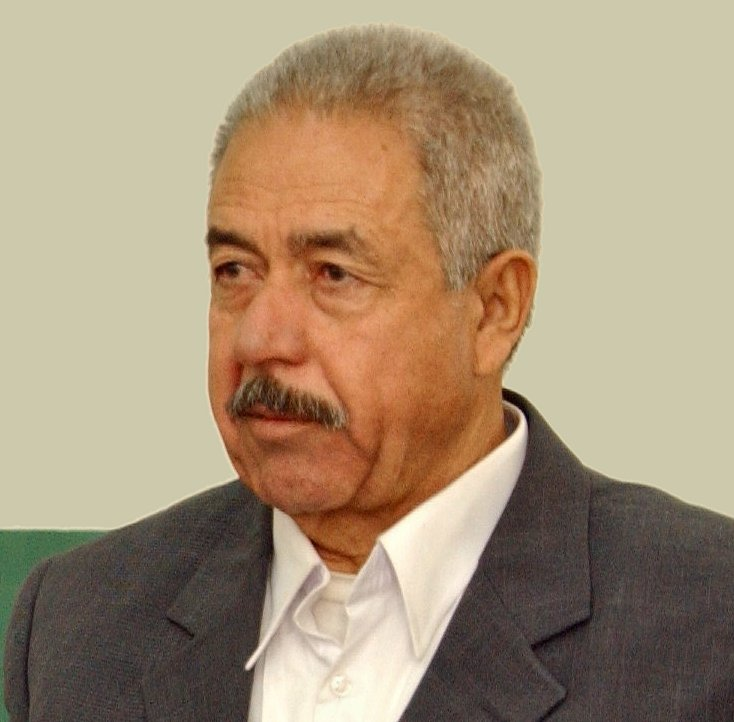
Ali Hasan al-Madschid († 2010)

- 2010: Ali Hasan al-Madschid, irakischer Politiker und General
- 2011: Daniel Bell, US-amerikanischer Soziologe
- 2011: Edmund de Unger, ungarischer Immobilienmakler und Sammler islamischer Kunst
- 2012: Paavo Berglund, finnischer Dirigent
- 2012: Veronica Carstens, deutsche Medizinerin, Ehefrau von Karl Carstens
- 2012: Knud Wollenberger, deutschsprachiger Lyriker dänischer Nationalität
- 2013: Martial Asselin, kanadischer Politiker
- 2013: Oliver Colbentson, US-amerikanischer Geiger und Musikpädagoge
- 2014: Kurt Krenn, österreichischer Bischof
- 2014: Gyula Sax, ungarischer Schachspieler
- 2015: Demis Roussos, griechischer Sänger
- 2017: John Hurt, britischer Theater- und Filmschauspieler
- 2017: Mary Tyler Moore, US-amerikanische Schauspielerin
- 2018: Claribel Alegría, nicaraguanische Schriftstellerin
- 2019ː Florence Knoll, US-amerikanische Innenarchitektin und Designerin
- 2019: Dušan Makavejev, jugoslawischer Filmregisseur
- 2020ː Eva Krutina, deutsche Schauspielerin und Synchronsprecherin

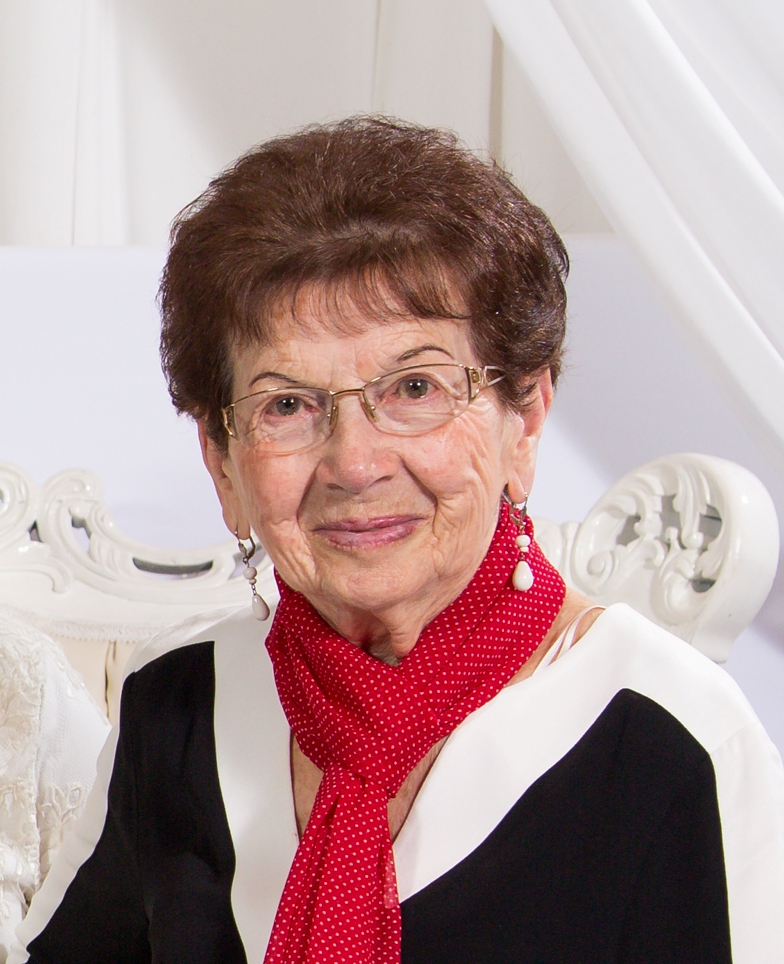
Batsheva Dagan (2024)

- 2020: Jordan Sinnott, englischer Fußballspieler
- 2022: Wim Jansen, niederländischer Fußballspieler
- 2022: Richard Stearns, US-amerikanischer Segler
- 2023: Zhou Momo, chinesische Dartspielerin
- 2023: Duncan Pugh, australischer Bobfahrer
- 2024: Batsheva Dagan, polnisch-israelische Überlebende des Holocaust, Autorin, Pädagogin und Psychologin
- 2024: Klaus Thielmann, deutscher Politiker, Minister in der DDR
- 2025ː Marlène Canguio, französische Hürdenläuferin, Sprinterin und Weitspringerin

## Feier- und Gedenktage
- Kirchliche Gedenktage
  - Pauli Bekehrung (anglikanisch, evangelisch, katholisch)
  - Sel. Heinrich Seuse, deutscher Ordensmann und Mystiker (evangelisch, katholisch: in Deutschland am 23. Januar)
  - Hl. Gregor von Nazianz, Dichter und Kirchenvater, Bischof und Metrolit (orthodox)

- Namenstage
  - Paul, Tatjana, Wolfram

- Weitere Informationen zum Tag
  - Burns Supper
  - Vogelhochzeit

Weitere Einträge enthält die Liste von Gedenk- und Aktionstagen.